# アルティメット人狼
アルティメット人狼（アルティメットじんろう）は、各分野で活動する人物が集いパーティーゲーム「人狼」をプレイする、イベント及びインターネットテレビ番組のシリーズである。ニコニコ生放送で配信される。

## 概要

### 開催までの経緯

#### イシイジロウと人狼ゲーム
人狼ゲームは2000年代前半に日本に伝わると、カードを利用したアナログゲームや、インターネット掲示板を用いたチャットゲームとして、一部の愛好者にプレイされていった。2010年代に入ると、スマートフォン用アプリ（「人狼ゲーム〜牢獄の悪夢〜」「The Werewolf」「汝人狼也」など）や、インターネット番組、テレビ番組（「ジンロリアン〜人狼〜」、「人狼〜嘘つきは誰だ?〜」）の影響で、より一層普及していった。人狼ブームの到来である。
ゲームクリエイターのイシイジロウは2004年に人狼ゲームを知り、一時チュンソフト社の同僚と盛んにプレイしたが、社内でのブームが過ぎるとプレイの頻度は減った。その後、アドリブ舞台劇である人狼 ザ・ライブプレイングシアター（略称『人狼TLPT』）の存在を聞き興味を持ったイシイは、2013年2月に公演の「#03:VILLAGE I 雪深い村」を観覧したことで、TLPTが掲げる「魅せる人狼」に感銘を受けた。イシイは自らもその「魅せる人狼」を表現しようと、2013年3月14日に第1回ゲームクリエイター人狼会を主宰した。ゲームクリエイター人狼会には、ゲームクリエイターのみならず、ドイツゲームスペース@Shibuyaの児玉健や、人狼TLPTプロデューサーの桜庭未那、人狼TLPTの一部のキャストも関わった。

#### マドックとの対決を経て
2013年10月10日に、「異種格闘技人狼」が、ドイツゲームスペース@Shibuya主催で開催された。プレイヤーとしてイシイジロウ、児玉健らが参加し、「新しい観覧参加型人狼イベント」と称した。
そして、ゲームクリエイター人狼会初開催からおよそ1年後の2014年4月19日、ニコニコ生放送で、電王戦の関連企画であった「将棋棋士の人狼」シリーズ第5弾として「将棋棋士vsゲームクリエイター」が配信された。この番組では、人狼TLPTより、松崎史也がTLPTでの役名を借りて「医師マドック」としてゲスト参戦し、イシイとマドックとの対戦が初めて放送されることとなった。
最終戦、マドックはプレイヤーたちのみならず視聴者の多くを騙して勝利を収め、イシイを負かした。イシイはさらなる勝負を求め、そしてマドックはこの挑戦に応じた。これに、プレイヤーとして参加していた眞形隆之が検討を述べる形で、アルティメット人狼の構想が初めて公に表面化したのである。

### イベントの位置づけ

#### イベントの意義
2014年8月24日の初開催時は、「ゲームクリエイター人狼会vs人狼TLPT」と題されていたが、のちに、将棋棋士、評論家、雀士なども参加するようになり、ほかの業界との団体戦もしたいというイシイの思いが結実してきた。イベントは、先述した2013年開催の「異種格闘技人狼」の系統であることから、「人狼ゲームの異種格闘技戦」と紹介されることがあった。
その後、初開催からおよそ2年後となる2016年9月1日、ニコニコチャンネルで「アルティメット人狼チャンネル」が開設され、公式ページにて、「魅せる人狼ゲームの最高峰を目指す」と紹介されるようになった。
イベントでは、人狼TLPTに出演している役者は、TLPTで用いる舞台衣装を纏ってゲームに参加している。また、役者によっては、TLPT本公演と同じ役としての演技を披露している。たとえば、「医師マドック」として白衣の姿で出演している松崎史也の場合、ゲーム中の口調は医師マドックとしてのそれである。ゲーム間のインターバル、また、ゲーム中における夜のターン（「幽霊タイム」）におけるトークも合わさって、イベントは、TLPTやゲームクリエイターをはじめとした出演陣による、作品・公演・他イベント等の宣伝の場としても機能していると言える。
2016年1月17日に開催された「アルティメット人狼5」では、ニコ生総視聴者数が20万人を超えている。

#### イベントの内部構成
自己紹介の後、プレイヤーは観客と向かい合うように横に並んで座りゲームを行う。ゲームマスターの役割はイベントスタッフが務めるが、人狼ゲームのルールの特性上、プレイヤー以外のイベントスタッフは昼のターンの議論中には一切発言しない。議論の進行役はプレイヤーのいずれかが務める。
人狼の襲撃先の決定など、ルール上秘密裏に行われなければならない夜のターンの処理は、一旦プレイヤーが退席している間に舞台裏で行われる。この間は「幽霊タイム」と呼ばれ、舞台上では既に脱落したプレイヤーたちがゲーム展開やその他の話題についてのフリートークを行う。
多くの場合、一度のイベントで複数回のゲームが行われる。初回のアルティメット人狼ではプレイヤーを入れ替えることなく、役職のみを変更する形で3戦、「2」では2戦が開かれた。

##### 第1部と第2部の位置づけ
「3」以後のナンバリングタイトルでは、それぞれ第1部に2戦、第2部に2戦を行う、計4戦の構成となっている。第1部と第2部ではプレイヤーの構成が異なり、第2部は「将棋棋士vsゲームクリエイター」の流れを汲んだ、人狼TLPT、将棋棋士、ゲームクリエイターの3団体による戦いが基盤となっている。対して、第1部では、より多彩なジャンルからプレイヤーが参加している。ニコニコ生放送では、「3」以後、第2部第2戦のみ、プレミアム会員限定で視聴可能となっている。
「闘会議2016」では1戦のみが開かれた。

##### 「昼の部」「夜の部」へ名称変更
「アルティメット人狼8」では、それまでの「第1部」「第2部」の区分が、それぞれ「昼の部」「夜の部」の名称に変更。これに伴い、第2部に見られた、人狼TLPT、将棋棋士、ゲームクリエイターの3団体を基盤とした出演者構成が廃止となった。

## ゲームの形式

### ゲームのルール
シリーズを通し、ゲームのルール、およびゲーム進行の形式は、人狼TLPTの劇中で使用されるものを基調としている。
- ゲームは13人のプレイヤーで開始する。
人間陣営：計9人【人間6人／予言者1人／霊媒師1人／狩人1人】
人狼陣営：計4人【人狼3人／狂陣（狂人）1人】
- 昼のターンはステージ上にて、議論の後に、投票を行う。夜のターンではステージ外にて、GM（ゲームマスター）の指示に合わせて、各プレイヤーがそれぞれの役職に応じた行動をする。
- 各日の議論時間は、日数が経過するにつれて短くなる。
- 投票の順番はプレイヤーの任意である。また、投票の時間には、議論に発展しない程度の発言ができる。
- 最多得票者が複数いた場合は、最終弁明の後に決選投票を行う。決選投票では、最多得票者自身は投票の権利を持たない。決選投票を1度行った時点で、最多得票者が単独で決定しなかった場合は、決選投票における最多得票者のみを投票対象とした、2度目の決選投票を行う。さらに、決選投票を2度行った時点で、最多得票者が複数いた場合は、その日の処刑者をなしとする。
- 処刑者は遺言を残せる。
- 投票時・最終弁明時・遺言時に、能力者CO（カミングアウト：自分の正体を明かす）ができる。（ただし初開催時は、議論時間外に、具体的な能力名までCOすることは禁じられていた）
- 予言者はゲーム開始前に、人狼ではないプレイヤーを1人、GMより知らされている。
- 狩人は2日続けて同じプレイヤーを守れない。（「連続ガード」不可）
- 夜のターン、人狼同士は、どの人間を襲撃するか以外の相談はできない。
- 人狼陣営のプレイヤーだけでなく、人間陣営のプレイヤーも嘘をつける。（「村騙り」「結果騙り」可）

投票には、薔薇の造花が使用される。テーブル上の本数によって未投票者の人数が、また、所持している本数によって得票数がわかる仕組みとなっている。「4」「5」「6」の第1部では、薔薇の代わりに、スライム（ドラゴンクエスト）棒が使用され、スライムの色によって、得票の順番がわかる仕組みとなっていた。「7」では、第1部・第2部ともに、投票の前半が赤い薔薇、後半が白い薔薇のルールだった。

### 役職公開
「1」「2」「3」の1戦目に限り、幽霊タイムに、処刑と襲撃によって退場したプレイヤーの役職を客席に公開していた。「4」以降は、退場したプレイヤーの役職を公開しない、人狼TLPTにおける「フルクローズ」の方法を採用している。

## 歴史
各陣営・各役職のイメージカラーは、人狼TLPT公式サイトプレイログにおける表記に準拠している。
- 人間陣営（緑）■【人間（緑）■、予言者（青）■、霊媒師（茶）■、狩人（黄）■】
- 人狼陣営（赤）■【人狼（赤）■、狂陣（狂人）（紫）■】

| 開催日         | 開催場所                    | タイトル                                                                           | ゲーム数 | ゲーム数 | 勝利 | MVP（役職）          | 通算ゲーム数 |
| -------------- | --------------------------- | ---------------------------------------------------------------------------------- | -------- | -------- | ---- | -------------------- | ------------ |
| 2014年8月24日  | 東京カルチャーカルチャー    | Ultimate Werewolf Federation アルティメット人狼 ゲームクリエイター人狼会vs人狼TLPT | 第1戦    | 第1戦    | 人狼 | コーダ（狂人）       | 1            |
| 2014年8月24日  | 東京カルチャーカルチャー    | Ultimate Werewolf Federation アルティメット人狼 ゲームクリエイター人狼会vs人狼TLPT | 第2戦    | 第2戦    | 人狼 | 選出なし             | 2            |
| 2014年8月24日  | 東京カルチャーカルチャー    | Ultimate Werewolf Federation アルティメット人狼 ゲームクリエイター人狼会vs人狼TLPT | 第3戦    | 第3戦    | 人狼 | 選出なし             | 3            |
| 2014年12月19日 | 東京カルチャーカルチャー    | アルティメット人狼2                                                                | 第1戦    | 第1戦    | 人狼 | 選出なし             | 4            |
| 2014年12月19日 | 東京カルチャーカルチャー    | アルティメット人狼2                                                                | 第2戦    | 第2戦    | 人間 | 選出なし             | 5            |
| 2015年5月6日   | 東京カルチャーカルチャー    | ファミ通.com アルティメット人狼3                                                   | 第1部    | 第1戦    | 人間 | 選出なし             | 6            |
| 2015年5月6日   | 東京カルチャーカルチャー    | ファミ通.com アルティメット人狼3                                                   | 第1部    | 第2戦    | 人間 | 選出なし             | 7            |
| 2015年5月6日   | 東京カルチャーカルチャー    | ファミ通.com アルティメット人狼3                                                   | 第2部    | 第1戦    | 人間 | 選出なし             | 8            |
| 2015年5月6日   | 東京カルチャーカルチャー    | ファミ通.com アルティメット人狼3                                                   | 第2部    | 第2戦    | 人間 | 選出なし             | 9            |
| 2015年9月13日  | 東京カルチャーカルチャー    | アルティメット人狼4 Supported by ファミ通.com                                      | 第1部    | 第1戦    | 人狼 | スパイク（人狼）     | 10           |
| 2015年9月13日  | 東京カルチャーカルチャー    | アルティメット人狼4 Supported by ファミ通.com                                      | 第1部    | 第2戦    | 人間 | ドリス（狩人）       | 11           |
| 2015年9月13日  | 東京カルチャーカルチャー    | アルティメット人狼4 Supported by ファミ通.com                                      | 第2部    | 第1戦    | 人狼 | 香川愛生（人狼）     | 12           |
| 2015年9月13日  | 東京カルチャーカルチャー    | アルティメット人狼4 Supported by ファミ通.com                                      | 第2部    | 第2戦    | 人狼 | 中田功（人狼）       | 13           |
| 2016年1月17日  | 新宿FACE                    | アルティメット人狼5 supported by ファミ通.com                                      | 第1部    | 第1戦    | 人狼 | 大崎初音（人狼）     | 14           |
| 2016年1月17日  | 新宿FACE                    | アルティメット人狼5 supported by ファミ通.com                                      | 第1部    | 第2戦    | 人間 | 歌広場淳（狩人）     | 15           |
| 2016年1月17日  | 新宿FACE                    | アルティメット人狼5 supported by ファミ通.com                                      | 第2部    | 第1戦    | 人狼 | マドック（人狼）     | 16           |
| 2016年1月17日  | 新宿FACE                    | アルティメット人狼5 supported by ファミ通.com                                      | 第2部    | 第2戦    | 人間 | 香川愛生（人間）     | 17           |
| 2016年1月30日  | 幕張メッセ                  | アルティメット人狼 in 闘会議2016                                                   | 1戦のみ  | 1戦のみ  | 人間 | 村中秀史（予言者）   | 18           |
| 2016年6月5日   | Red Bull Studios Tokyo Hall | アルティメット人狼6 supported by ファミ通.com                                      | 第1部    | 第1戦    | 人間 | 齊藤陽介（狩人）     | 19           |
| 2016年6月5日   | Red Bull Studios Tokyo Hall | アルティメット人狼6 supported by ファミ通.com                                      | 第1部    | 第2戦    | 人狼 | イシイジロウ（人狼） | 20           |
| 2016年6月5日   | Red Bull Studios Tokyo Hall | アルティメット人狼6 supported by ファミ通.com                                      | 第2部    | 第1戦    | 人間 | 村中秀史（予言者）   | 21           |
| 2016年6月5日   | Red Bull Studios Tokyo Hall | アルティメット人狼6 supported by ファミ通.com                                      | 第2部    | 第2戦    | 人間 | 児玉健（予言者）     | 22           |
| 2016年10月1日  | 新宿FACE                    | アルティメット人狼7 supported by ファミ通.com                                      | 第1部    | 第1戦    | 人狼 | ムサシ（人狼）       | 23           |
| 2016年10月1日  | 新宿FACE                    | アルティメット人狼7 supported by ファミ通.com                                      | 第1部    | 第2戦    | 人間 | 児玉健（予言者）     | 24           |
| 2016年10月1日  | 新宿FACE                    | アルティメット人狼7 supported by ファミ通.com                                      | 第2部    | 第1戦    | 人間 | 香川愛生（人間）     | 25           |
| 2016年10月1日  | 新宿FACE                    | アルティメット人狼7 supported by ファミ通.com                                      | 第2部    | 第2戦    | 人間 | ハイラム（予言者）   | 26           |
| 2017年2月11日  | 幕張メッセ                  | アルティメット人狼 in 闘会議2017                                                   | 1戦のみ  | 1戦のみ  | 人狼 | 村中秀史（人狼）     | 27           |
| 2017年5月7日   | 新宿FACE                    | アルティメット人狼8 supported by ファミ通.com                                      | 昼の部   | 第1戦    | 人狼 | メイソン（人狼）     | 28           |
| 2017年5月7日   | 新宿FACE                    | アルティメット人狼8 supported by ファミ通.com                                      | 昼の部   | 第2戦    | 人間 | 平はちろー（人間）   | 29           |
| 2017年5月7日   | 新宿FACE                    | アルティメット人狼8 supported by ファミ通.com                                      | 夜の部   | 第1戦    | 人間 | 初美メアリ（人間）   | 30           |
| 2017年5月7日   | 新宿FACE                    | アルティメット人狼8 supported by ファミ通.com                                      | 夜の部   | 第2戦    | 人間 | イシイジロウ（人間） | 31           |
| 2018年3月25日  | 新宿FACE                    | アルティメット人狼9                                                                | 昼の部   | 第1戦    | 人間 | メイソン（人間）     | 32           |
| 2018年3月25日  | 新宿FACE                    | アルティメット人狼9                                                                | 昼の部   | 第2戦    | 人間 | テラゾー（霊媒師）   | 33           |
| 2018年3月25日  | 新宿FACE                    | アルティメット人狼9                                                                | 夜の部   | 第1戦    | 人間 | 森本茂樹（人間）     | 34           |
| 2018年3月25日  | 新宿FACE                    | アルティメット人狼9                                                                | 夜の部   | 第2戦    | 人狼 | 大浜岳（人狼）       | 35           |
| 2018年4月29日  | 幕張メッセ                  | アルティメット人狼 in 超会議2018                                                   | 1戦のみ  | 1戦のみ  | 人狼 | マドック（人狼）     | 36           |
| 2019年4月27日  | 幕張メッセ                  | アルティメット人狼ステージ@超会議2019                                              | 第1戦    | 第1戦    | 人間 | 選出なし             | 37           |
| 2019年4月27日  | 幕張メッセ                  | アルティメット人狼ステージ@超会議2019                                              | 第2戦    | 第2戦    | 人狼 | 選出なし             | 38           |
| 2019年5月25日  | ヒューリックホール東京      | アルティメット人狼10 1日目                                                         | 第1部    | 第1戦    | 人間 | 七海とろろ（人間）   | 39           |
| 2019年5月25日  | ヒューリックホール東京      | アルティメット人狼10 1日目                                                         | 第1部    | 第2戦    | 人間 | メイソン（人間）     | 40           |
| 2019年5月26日  | ヒューリックホール東京      | アルティメット人狼10 2日目                                                         | 第2部    | 第1戦    | 人間 | 歌広場淳（狩人）     | 41           |
| 2019年5月26日  | ヒューリックホール東京      | アルティメット人狼10 2日目                                                         | 第2部    | 第2戦    | 人狼 | いと（人狼）         | 42           |
| 2019年5月26日  | ヒューリックホール東京      | アルティメット人狼10 2日目                                                         | 第3部    | 第1戦    | 人狼 | 児玉健（狂人）       | 43           |
| 2019年5月26日  | ヒューリックホール東京      | アルティメット人狼10 2日目                                                         | 第3部    | 第2戦    | 人狼 | 古川洋平（狂人）     | 44           |

## 各イベント・各ゲームの内容
それぞれのゲーム結果を示す表においては、プレイヤーの役職と生死を、客席から見た席順に記載している。中央（議長席）に座る議論の進行役には（C）と記している。生死については、処刑による死亡を「吊」、襲撃による死亡を「噛」と記している。

### アルティメット人狼
2014年8月24日、東京カルチャーカルチャーにて、「Ultimate Werewolf Federation　アルティメット人狼　ゲームクリエイター人狼会vs人狼TLPT」のタイトルで開催された。
ゲームクリエイター人狼会からは、ゲームクリエイター人狼会主宰のイシイジロウ、「将棋棋士vsゲームクリエイター」に参戦していた外山圭一郎（GRAVITY DAZE）、大野聡（機動戦士ガンダム バトルオペレーション）、小高和剛（ダンガンロンパシリーズ）のほか、新たに、藤澤仁（ドラゴンクエストシリーズ）、森本茂樹（ポケットモンスターシリーズ）が出場した。人狼TLPTからは、「将棋棋士vsゲームクリエイター」にゲスト参戦した医師マドック（松崎史也）のほか、菓子職人デイジー（寺島絵里香）、修道女エスター（横山可奈子）、未亡人キャシー（都倉伶奈）、踊り娘ドリス（森本未来）、賢者コーダ（児玉健）、局長サミー（加藤靖久）が出場した。サミーは、自由人メイソン（石井由多加）の代役としての出演だった。また、団長ダンカン（池永英介）がゲームの解説役を務めた。公演の司会進行は主宰の眞形隆之が務めた。ナレーションは桜庭未那が七城ナナとして務めた。ほか、人狼ゲーム〜牢獄の悪夢〜、ファイナルトレジャー、人狼ルーム、麻雀スリアロチャンネルが協力。ゲームマスターは、阿部洸希と長谷川貴広が務めた。
前売りチケットは3分で完売した。2戦の予定として告知されていたが、2戦目終了後、アンコールの形で3戦目が上演された。
- ゲームごとに議長席のプレイヤーが交替した唯一の回である。

#### 第1戦
| マドック               | 外山圭一郎 | デイジー | 大野聡 | エスター | 小高和剛 | キャシー（C） | 藤澤仁 | ドリス  | 森本茂樹 | コーダ | イシイジロウ | サミー  |
| ---------------------- | ---------- | -------- | ------ | -------- | -------- | ------------- | ------ | ------- | -------- | ------ | ------------ | ------- |
| 予言者                 | 人狼       | 人間     | 人狼   | 人間     | 狩人     | 人間          | 人狼   | 人間    | 人間     | 狂人   | 人間         | 霊媒師  |
| 1日目噛                | 生存       | 2日目噛  | 生存   | 3日目噛  | 生存     | 4日目吊       | 生存   | 4日目噛 | 1日目吊  | 生存   | 3日目吊      | 2日目吊 |
| バッドエンド／人狼勝利 |            |          |        |          |          |               |        |         |          |        |              |         |

初日の議論終盤、マドック、大野が予言者COをし、マドックはコーダを、大野はイシイを人間であると宣言。2日目になると、マドックが襲撃死していた一方、生存していた大野は、初日のコーダの誘導に従い、コーダを占ったと述べ、人間の判定を出した。これにより人間として確定したコーダは霊媒師CO。信用を得ると、同じ霊媒師をCOしていたサミーを処刑することに成功した。3日目の議論では、襲撃されない大野に対する、なぜまだ生きているのかという疑問や、会議に加わらない外山に対する、狼として潜伏しているのではないかという意見が出たものの、結果的に、人狼と疑われ処刑されたのは、初日に大野が人間判定を出していたイシイだった。そうして4日目、仲間を1人として失わなかった人狼陣営はパワープレイ（パワープレイ、PP：会議の総人数の半数を超えた人狼陣営が票を合わせ、任意の人間を処刑する）を起こしたのだった。シリーズ最初のゲームは、人狼TLPTゲーム指導の児玉が、3人のゲームクリエイターの人狼を巧みに補佐し、TLPTは全滅してしまうという展開だった。
- ゲーム終了後に行われたニコ生の視聴者アンケートによるMVP投票では、狂人の児玉（コーダ）が76.7％の票を集めて、MVPとなった。なおこれ以後、MVPを決める視聴者アンケートは「4」まで行われなかった。

#### 第2戦
| マドック               | 外山圭一郎 | デイジー | 大野聡  | エスター | 小高和剛 | サミー（C） | 藤澤仁  | ドリス  | 森本茂樹 | コーダ  | イシイジロウ | キャシー |
| ---------------------- | ---------- | -------- | ------- | -------- | -------- | ----------- | ------- | ------- | -------- | ------- | ------------ | -------- |
| 人間                   | 狂人       | 霊媒師   | 人間    | 人狼     | 狩人     | 人間        | 人狼    | 人間    | 人狼     | 人間    | 人間         | 予言者   |
| 6日目噛                | 1日目噛    | 4日目吊  | 5日目噛 | 2日目吊  | 1日目吊  | 4日目噛     | 3日目吊 | 3日目噛 | 生存     | 2日目噛 | 6日目吊      | 5日目吊  |
| バッドエンド／人狼勝利 |            |          |         |          |          |             |         |         |          |         |              |          |

初日に唯一予言者COをしていた外山は、最後の投票権を持つと、決選投票に持ち込むことなく、小高に止めを刺した。このとき小高は能力者COをし、これは後日の議論まで尾を引いた。2日目になると、外山は殺されていたが、代わってキャシーが予言者CO。また、デイジーとエスターが霊媒師CO。この日には人狼のエスターを、さらに3日目には、潜伏していた人狼の藤澤を処刑できたものの、能力者がまだ生きているのはおかしいとして、4日目には霊媒師デイジーが、5日目には予言者キャシーが処刑された。本物の予言者キャシーは誰に対しても人狼の判定を出していなかったが、イシイとマドックを人間と占っていたことから、3人生存の6日目、キャシーの視点では、生き残っている森本がラストウルフ（ラストウルフ、LW:最後の人狼）と確定していた。しかしマドックとイシイは、キャシーへの不信に加え、ライバル対決の再現となるこの最終日をつくりあげた相手こそが人狼であるという判断から、互いに票を入れ合ったことで、2人を争わせた人狼の森本が独り勝ちを果たした。

- イベントの翌月、2014年9月9日から15日まで、『人狼 ザ・ライブプレイングシアター X 新撰組 〜壬生村の狼　至誠の巻〜』が公演されることから、サミーは近藤勇、マドックは山南敬介として、それぞれ同公演で演じる役でプレイした[17]。

#### 第3戦
| マドック               | 外山圭一郎 | デイジー | 大野聡  | エスター | 小高和剛 | コーダ（C） | 藤澤仁  | ドリス  | 森本茂樹 | キャシー | イシイジロウ | サミー  |
| ---------------------- | ---------- | -------- | ------- | -------- | -------- | ----------- | ------- | ------- | -------- | -------- | ------------ | ------- |
| 人間                   | 人間       | 人間     | 人狼    | 人狼     | 霊媒師   | 人間        | 人狼    | 狂人    | 狩人     | 人間     | 予言者       | 人間    |
| 5日目吊                | 6日目吊    | 6日目噛  | 4日目吊 | 生存     | 3日目吊  | 4日目噛     | 1日目吊 | 2日目噛 | 1日目噛  | 3日目噛  | 2日目吊      | 5日目噛 |
| バッドエンド／人狼勝利 |            |          |         |          |          |             |         |         |          |          |              |         |

初日、順に、狂人のドリス、人狼の藤澤、予言者のイシイが予言者CO。藤澤が処刑された。2日目、人狼の大野、霊媒師の小高が霊媒師COをする中、処刑されたのはイシイだった。3日目、ドリスが前夜の襲撃によって死んでいたことや、前日に霊媒師の小高が投票した相手が、対抗の大野ではなく、また、大野に人間と判定を出しているドリスでもなく、イシイだったことが、小高への疑いを形作り、「イシイ‐小高」のライン（ライン：能力によって判明する仲間どうしの繋がり）ではなく「ドリス‐大野」のラインが本物として見られ、小高が処刑された。しかし4日目になると、小高がなぜ仲間であるイシイに投票したのかという疑問が人間たちを迷わせ、安全策としてローラー（ローラー：能力者COした人物をすべて処刑する）が実行され、大野が処刑された。外山、デイジー、エスターが残った最終日、連日議論に参加せず酒を飲み続けてきた外山は、デイジーの問いかけに対し、面白がって人狼COをしたことで、最後の処刑者に。生き残った人狼エスターが勝利した。

### アルティメット人狼2
2014年12月19日、東京カルチャーカルチャーにて開催された。
オープニングムービーにおけるキャッチコピーは、「勝るのは　クリエイターの想像力か　役者の演技力か　勝負師の理論か　目指すは…　究極の魅せる人狼」。
人狼TLPTから初回に引き続き参戦したのは、医師マドック（松崎史也）、菓子職人デイジー（寺島絵里香）、賢者コーダ（児玉健）。自由人メイソン（石井由多加）は、前回参加が予定されながらも急遽不参加となっていたため、今回が初出場となった。また、人狼TLPTルーキーとして、12月12日にに初めて出演したばかりだった女主人ヒルダ（大崎初音）が初出場した。ゲームクリエイター人狼会からは、森本茂樹、イシイジロウ、大野聡が引き続き参加したほか、「将棋棋士vsゲームクリエイター」に出場していた安西崇が初出場した。ほか、人狼ゲーム〜牢獄の悪夢〜の開発者である鈴木教久、将棋棋士の門倉啓太、プロレスラーの男色ディーノ、そしてアルティメット人狼主宰である眞形隆之が初参戦した。
司会進行は、桜庭未那が七城ナナとして担当した。ほか、イベントの進行の補助を、TLPTから、団長ダンカン（池永英介）、世捨て人デヴィッド（溝口謙吾）、秘書ナタリー（手島紗樹）、機織りリネット（治田あかり）が担った。協力は、前回に引き続き、人狼TLPT、人狼ゲーム〜牢獄の悪夢〜、ファイナルトレジャー、人狼ルーム、麻雀スリアロチャンネル。
- 門倉は、「将棋棋士vsゲームクリエイター」の際にマドックから命名された「カドック」として、白衣に眼鏡という格好で出場した。
- この回以後、イシイ、大野、森本、安西の4人は、イベントのシリーズに参加するゲームクリエイターの基本形となった。なお、小高和剛が不参加となった理由について、小高自身は、具体的な経緯については述べていないものの、「1回目のときにポンコツ『人狼』プレイヤーっぷりをいかんなく発揮してしまったせい」と記述している[20]。
- デイジー役の寺島が誕生日だったため、2戦終了時に、バースデーケーキが贈られた。

#### 第1戦
| マドック               | 門倉啓太 | 鈴木教久 | デイジー | 森本茂樹 | 眞形隆之 | コーダ（C） | イシイジロウ | 大野聡  | ヒルダ | 安西崇 | 男色ディーノ | メイソン |
| ---------------------- | -------- | -------- | -------- | -------- | -------- | ----------- | ------------ | ------- | ------ | ------ | ------------ | -------- |
| 人間                   | 予言者   | 人間     | 人間     | 狩人     | 人間     | 人間        | 狂人         | 霊媒師  | 人狼   | 人狼   | 人間         | 人狼     |
| 生存                   | 4日目吊  | 3日目噛  | 1日目噛  | 2日目吊  | 2日目噛  | 生存        | 生存         | 1日目吊 | 生存   | 生存   | 3日目吊      | 生存     |
| バッドエンド／人狼勝利 |          |          |          |          |          |             |              |         |        |        |              |          |

初日、予言者の門倉に注目が集まり、処刑の候補者として挙げられてしまう。人狼の安西が予言者COをしたあとに、続けて門倉も予言者COをするが、門倉はなかなか信用を得られない。さらにこの日の投票では、最後の投票権を持ったコーダが、本物の霊媒師である大野を殺してしまう。2日目、狂人のイシイが霊媒師COをすると、マドック、コーダの両人間は、前日遺言でCOをした大野は霊媒騙りの人狼であると強く主張する。一方門倉については、緊張している、声が震えている、占い結果を提示するときの腕が奇妙な動きをした、霊媒師COをしたイシイを人間と占ったといった要素から、人々は門倉を狂人であると見なす。本物の能力者2人が偽物として扱われる危機的状況の中、この日はさらに、狩人である森本を処刑してしまう。3日目、予言騙りの安西はディーノを人狼と判定を出すと、後出しでディーノを人間と宣言した門倉の占い結果は人々に通じず、結局ディーノは処刑された。4日目、イシイや安西が襲撃されていないことにマドックとコーダは混乱するが、議論終了間際、メイソンの人狼COをきっかけに、人狼陣営4人が攻め出した。哀れな門倉は、ミスリードした2人の人間からも投票され最後の犠牲となったのだった。
- 予言者、狩人、霊媒師、3種の能力者を全て処刑した上での、最短日数での人狼の勝利だった。
- アルティメット人狼において初めて、予言者は人狼を占い、かつ会議中に人狼の判定を宣言できた。
- シリーズ最初の4戦全てで人狼陣営が勝ち、うち2戦がパワープレイ（PP）によるものだった。

#### 第2戦
| マドック                 | 門倉啓太 | 鈴木教久 | デイジー | 森本茂樹 | 眞形隆之 | コーダ（C） | イシイジロウ | 大野聡  | ヒルダ | 安西崇  | 男色ディーノ | メイソン |
| ------------------------ | -------- | -------- | -------- | -------- | -------- | ----------- | ------------ | ------- | ------ | ------- | ------------ | -------- |
| 霊媒師                   | 人間     | 人狼     | 人間     | 人間     | 人間     | 人狼        | 予言者       | 狂人    | 狩人   | 人狼    | 人間         | 人間     |
| 生存                     | 生存     | 4日目吊  | 生存     | 1日目噛  | 1日目吊  | 2日目吊     | 生存         | 3日目噛 | 生存   | 3日目吊 | 生存         | 2日目噛  |
| ハッピーエンド／人間勝利 |          |          |          |          |          |             |              |         |        |         |              |          |

2日目、予言者騙りの狂人、大野から人間の判定を出された人狼コーダは、すかさず霊媒師CO。しかし本物の予言者イシイは、コーダは人狼であると、反対の占い結果を宣言。霊媒師COをしたマドックも信用され、コーダの処刑が決定。そして3日目、マドックは、コーダの霊媒結果を人狼と視たことから、イシイを完全に信用すると述べ、イシイ・マドックのコンビが出来上がった。しかもイシイは安西、鈴木と、潜んでいた人狼を順調に見つけ出した。
- アルティメット人狼通算5戦目にして、初めて人間陣営が勝利した。また、1戦目と対照的に、予言者、狩人、霊媒師の3種の能力者が全て生存した。
- 予言者のイシイは、3回の予言のうち、3回全てで人狼を占い、その結果を宣言した。

### アルティメット人狼3
2015年5月6日、東京カルチャーカルチャーにて開催された。この回から、ファミ通.comが冠スポンサーとなっている。また、この回から、第1部と第2部に2戦ずつ、計4戦の構成となった。ニコニコ生放送では、最初の3戦が無料視聴可能、第2部第2戦のみ、プレミアム会員限定で視聴可能となった。
主宰の眞形隆之はゲームには出場せず、イベントの司会進行役に復帰した。ナレーションは前回までと同じく、桜庭未那が七城ナナとして務めた。またこの回から、人狼TLPTの薬屋アリスン（吉成由貴）が罰ゲーム担当として、昼のターンの処刑者に飲料（出演者いわく「苦いお茶」）を渡す役を担った。協力は、ファミ通.com、児玉健、人狼TLPT、人狼TLPT代表・桜庭未那。スポンサーは、ファミ通.com、人狼ゲーム〜牢獄の悪夢〜、ファイナルトレジャー、麻雀スリアロチャンネル。音響は相川幸恵。

#### 第1部第1戦
第1部は「レジェンド降臨 Legend Advent」と題された。勝間和代、堀江貴文、堀井雄二の著名人3人が新たに参戦し、アルティメット人狼はさらに、人狼ゲームの大きな展開の様相を見せた。人狼TLPTからは、医師マドック（松崎史也）が「2」に引き続き出場。踊り娘ドリス（森本未来）と未亡人キャシー（都倉伶奈）は初回以来の出場。団長ダンカン（池永英介）は、初回ではゲームの解説役、「2」ではイベント進行の補助役だったが、今回初めてプレイヤーとして出場。また、奏者ノエル（永石匠）も初出場となった。ゲームクリエイター人狼会からは、小高和剛が初回以来の出場を果たしたほか、「2」に引き続き、森本茂樹、安西崇、大野聡、イシイジロウが出場した。
- 堀江は、2015年2月14日、「人狼TLPT #17 DEPTH 〜贖罪の海〜」とさぬき映画祭による企画、「人狼TLPT×さぬき映画祭 EXステージ」に出場して以来、2回目となる、人狼TLPT・イシイジロウとの共演となった[22]。

| マドック                 | 小高和剛 | ドリス  | 森本茂樹 | 勝間和代 | 堀江貴文 | ダンカン（C） | 堀井雄二 | 安西崇  | キャシー | 大野聡 | ノエル  | イシイジロウ |
| ------------------------ | -------- | ------- | -------- | -------- | -------- | ------------- | -------- | ------- | -------- | ------ | ------- | ------------ |
| 狂人                     | 霊媒師   | 人間    | 人間     | 人狼     | 人狼     | 人間          | 人狼     | 人間    | 予言者   | 人間   | 狩人    | 人間         |
| 3日目吊                  | 4日目吊  | 5日目噛 | 生存     | 6日目吊  | 5日目吊  | 1日目噛       | 2日目吊  | 2日目噛 | 3日目噛  | 生存   | 1日目吊 | 4日目噛      |
| ハッピーエンド／人間勝利 |          |         |          |          |          |               |          |         |          |        |         |              |

初日、予言者COをしたキャシーとマドックの2人は、村の投票対象にできない人物であるとする、堀井をともに占うことに合意。しかし2日目、キャシーが堀井を人狼と判定を出したのに対し、マドックが人狼と判定を出したのはキャシーだった。処刑は堀井に。3日目、前日に霊媒師COをしていた、霊媒師の小高と人狼の堀江の両霊媒師が、堀井は人狼だったと宣言し、マドックを偽者としたことや、マドックが予言者COの撤回、さらに、狩人COをしたことから、マドックの味方をする者はいなくなり、マドックが処刑された。その後、4日目に小高を処刑、5日目に堀江を処刑と、霊媒師ローラーを遂げる。3人生存の6日目の最後には、森本と大野は、最後の人狼である勝間を処刑。2人のゲームクリエイターは人間勝利を喜んだ。
- 勝間、堀江、堀井の、レジェンド3人が人狼だった。

#### 第1部第2戦
| マドック                 | 小高和剛 | ドリス  | 森本茂樹 | 勝間和代 | 堀江貴文 | ダンカン（C） | 堀井雄二 | 安西崇  | キャシー | 大野聡  | ノエル | イシイジロウ |
| ------------------------ | -------- | ------- | -------- | -------- | -------- | ------------- | -------- | ------- | -------- | ------- | ------ | ------------ |
| 狩人                     | 予言者   | 人間    | 人間     | 狂人     | 人狼     | 霊媒師        | 人狼     | 人狼    | 人間     | 人間    | 人間   | 人間         |
| 1日目噛                  | 3日目噛  | 2日目噛 | 4日目吊  | 3日目吊  | 1日目吊  | 生存          | 5日目吊  | 2日目吊 | 生存     | 4日目噛 | 生存   | 生存         |
| ハッピーエンド／人間勝利 |          |         |          |          |          |               |          |         |          |         |        |              |

初日、順に、狂人の勝間が予言者CO、人狼の安西が予言者CO、予言者の小高が予言者CO、人狼の堀江が霊媒師CO、霊媒師のダンカンが霊媒師COをする、5COの状態となった。この日は堀江を、さらに2日目には安西を処刑できた。3日目に勝間を処刑したのち、4日目の朝になると、小高が襲撃されていたことから、小高・ダンカンの組み合わせを人々は完全に信用した。ノエルが一貫してイシイを強く疑う中、5日目の処刑者が堀井に決定し、村から人狼が消え去ったのだった。
- シリーズ通算7戦目にして、初めて、人狼陣営（人狼・狂人）に、人狼TLPTのプレイヤーが含まれなかった。

#### 第2部第1戦
第2部は「棋士の逆襲 Revenge of Shogi players」と題された。将棋棋士からは、アルティメット人狼2に引き続き門倉啓太が出場したほか、中田功、村中秀史、伊藤真吾が初参戦となった。人狼TLPTからは、第1部に引き続き、医師マドック（松崎史也）、団長ダンカン（池永英介）が出場、また、アルティメット人狼2に引き続き、菓子職人デイジー（寺島絵里香）、自由人メイソン（石井由多加）が出場、そして修道女エスター（横山可奈子）が初回以来の出場となった。ゲームクリエイター人狼会からは、第1部に引き続き、大野聡、森本茂樹、安西崇、イシイジロウが出場した。
- マドックがシリーズ通算出場8戦目にして、初めて、人狼TLPTにおける1番席（最も下手に近い席）から外れた。

| 中田功                   | 村中秀史 | 伊藤真吾 | 門倉啓太 | マドック | デイジー | ダンカン（C） | エスター | メイソン | 大野聡  | 森本茂樹 | 安西崇  | イシイジロウ |
| ------------------------ | -------- | -------- | -------- | -------- | -------- | ------------- | -------- | -------- | ------- | -------- | ------- | ------------ |
| 人狼                     | 狩人     | 人狼     | 人間     | 人間     | 人間     | 霊媒師        | 予言者   | 人狼     | 人間    | 人間     | 狂人    | 人間         |
| 6日目吊                  | 2日目噛  | 3日目吊  | 生存     | 生存     | 5日目噛  | 1日目吊       | 3日目噛  | 2日目吊  | 5日目吊 | 1日目噛  | 4日目吊 | 4日目噛      |
| ハッピーエンド／人間勝利 |          |          |          |          |          |               |          |          |         |          |         |              |

初日、人狼のメイソンは最後の投票権を握ると、COをしていなかった霊媒師のダンカンを殺した。この日の夜、予言者のエスターはメイソンの正体を見破っていたが、2日目、エスターが予言結果を述べると、メイソンは反撃の狩人CO。エスターが疑われ、メイソン、また、予言者を騙る狂人の安西、さらに霊媒師を騙る人狼の伊藤が信じられつつある危険な状況だったが、イシイの働きかけにより、人間確定していた狩人の村中が狩人COで対抗。メイソンは自身が人狼だと開き直り死んでいった。3日目、村中が襲撃の犠牲となっていたものの、生き残っていたエスターは伊藤を人狼と占えていたため、2日連続で人狼を処刑できた。エスターが襲撃された4日目、狂人COをした安西を処刑するが、最後の人狼が特定できないまま勝負は6日目までもつれこんだ。人間のマドック、人狼の中田が、門倉に最後の選択を託すと、門倉はマドックを信じ、中田に止めを刺した。

##### 評価
ファミ通.comでは、「ニコニコ生放送でも“神回”と称され、絶賛されたこの回は、とくに見てほしい熱戦」と評された。

#### 第2部第2戦
| 中田功                   | 村中秀史 | 伊藤真吾 | 門倉啓太 | マドック | デイジー | ダンカン（C） | エスター | メイソン | 大野聡 | 森本茂樹 | 安西崇  | イシイジロウ |
| ------------------------ | -------- | -------- | -------- | -------- | -------- | ------------- | -------- | -------- | ------ | -------- | ------- | ------------ |
| 人狼                     | 人狼     | 狩人     | 人間     | 人間     | 予言者   | 人間          | 人間     | 人狼     | 人間   | 狂人     | 霊媒師  | 人間         |
| 4日目吊                  | 2日目吊  | 1日目吊  | 1日目噛  | 生存     | 生存     | 3日目噛       | 4日目噛  | 5日目吊  | 生存   | 3日目吊  | 2日目噛 | 生存         |
| ハッピーエンド／人間勝利 |          |          |          |          |          |               |          |          |        |          |         |              |

2日目、霊媒師COをしたのは、本物の安西、続いて、人狼の村中。前日に処刑された伊藤をそれぞれ、人狼、人間と述べた。予言者COをしたのは、人狼のメイソン、人間のマドック。しかしどちらもCOを撤回したことで、前日にCOしていた予言者デイジーが信頼されそうになった。これを危機と見た人狼の中田が4番目となる予言者CO。さらにこのあと、安西が霊媒結果を撤回、死んだ伊藤は人間と宣言した。相次ぐCOと撤回による混沌に人々は動揺するが、安西が偽者であれば霊媒結果を変える必要がないという理由から、処刑者は村中に。その判断の正しさを証明するように、3日目の朝、安西は襲われていた。この日処刑されたのは、グレー（グレー：占われていない）から投票すべきと意見しつつ、片方から白（白：ある予言者から人間と占われている）を得ているマドックに投票した、潜伏狂人の森本。さらに、4日目には中田、5日目にはメイソンと、人狼を順に処刑。人間たちは、中田を支持する大野が最後の人狼と思い込んでいたため、突然の勝利だった。
- シリーズ9戦目にして、初めて狂人がCOをしなかった。
- この回以後、第2部第2戦はプレミアム会員のみ視聴可能となったため、事実上、シリーズで初めて有料配信されたゲームである。

### アルティメット人狼4
2015年9月13日、東京カルチャーカルチャーにて開催された。正式タイトルは「アルティメット人狼4 Supported by ファミ通.com」。
司会進行は、「3」に引き続き眞形隆之が務め、加えて、人狼TLPTから葬儀屋ソール（ウチクリ内倉）が抜擢された。ナレーションは桜庭未那が七城ナナとして、罰ゲームは薬屋アリスン（吉成由貴）が担当した。
- 坂本英城が作編曲した「アルティメット人狼のテーマ」がオープニングに、「人狼会議」がイベントのインターバルのBGM、ゲームの自己紹介時のBGMに使用されるようになった[24]。
- 罰ゲームの飲料を飲むタイミングは、「3」では処刑時だったが、この回以後、処刑後、夜のターン中のトーク時に変更された。

#### 第1部第1戦
ドラゴンクエスト勢として、「3」に引き続き堀井雄二が出場したほか、青海亮太、斎藤陽介が初出場した。人狼TLPTからは、「3」に引き続き、踊り娘ドリス（森本未来）、団長ダンカン（池永英介）、修道女エスター（横山可奈子）が出場し、また、賞金稼ぎスパイク（谷口賢志）が初出場した。児玉健は「2」以来の、堀江貴文と勝間和代は「3」に引き続いての出場となった。ほか初出場者は、「アルティメット人狼のテーマ」作編曲の坂本英城、映画評論家の有村昆、イラストレーターの岩元辰郎。

- この回以後、児玉は「賢者コーダ」としてではなく、ドイツゲームスペース＠Shibuya代表、あるいはTLPTゲームアドバイザー「児玉健」としての出演となっている。
- イベントの10日後である9月23日から、「人狼TLPTX PSYCHO-PASS サイコパス INNOCENT MURDERER -無垢なる殺人者-」が公演されること[25]から、スパイクは作中の特殊銃「ドミネーター」を所持しての出演だった。

| スパイク               | ドリス  | ダンカン | エスター | 坂本英城 | 堀江貴文 | 児玉健（C） | 堀井雄二 | 青海亮太 | 斎藤陽介 | 有村昆  | 勝間和代 | 岩元辰郎 |
| ---------------------- | ------- | -------- | -------- | -------- | -------- | ----------- | -------- | -------- | -------- | ------- | -------- | -------- |
| 人狼                   | 人間    | 人間     | 人狼     | 人狼     | 人間     | 人間        | 人間     | 人間     | 予言者   | 狩人    | 狂人     | 霊媒師   |
| 生存                   | 3日目噛 | 2日目噛  | 生存     | 生存     | 生存     | 4日目噛     | 4日目吊  | 生存     | 3日目吊  | 1日目吊 | 1日目噛  | 2日目吊  |
| バッドエンド／人狼勝利 |         |          |          |          |          |             |          |          |          |         |          |          |

初日、予言者の斎藤と狂人の勝間が予言者CO、霊媒師の岩元が霊媒師CO。議論終了間際にピアニカを演奏した人狼の坂本が人々から批判され、票が集まったが、人狼仲間スパイクの庇いから、有村との決選投票に移り、有村が処刑となる。このとき有村は遺言で狩人COをしてしまった。2日目、襲撃により殺されていたのは勝間だった。人狼のエスターが霊媒師COをすると、本物である岩元のほうに票が集中し、処刑者は岩元に。3日目、その岩元は人間であったと、霊媒騙りのエスターが宣言したことから、予言者CO側に人狼が含まれるとの推理が議論で勢いづく。そのため本物の予言者斎藤が、信用されないまま、かつ人狼を発見できないまま処刑された。絶体絶命の4日目、会議の論点は生き残っているエスターの扱いだった。児玉、堀井、青海3人の人間はエスターに投票するが、スパイク、エスター、坂本の3人狼は、エスターを責めていた堀井に投票する。最後の投票権を堀江が持つと、長考の末、人間の堀井に投じてしまった。
- 視聴者アンケートにより、MVPは潜伏人狼のスパイク（53.2％）となった。
- 「2」の第1戦以来、6戦ぶりとなる、人狼陣営の勝利だった。そのゲームと同様、本物の能力者全員が処刑され、対して人狼は全員生存した。
- アルティメット人狼シリーズ通算10戦目である。

#### 第1部第2戦
| スパイク                 | ドリス | ダンカン | エスター | 坂本英城 | 堀江貴文 | 児玉健（C） | 堀井雄二 | 青海亮太 | 斎藤陽介 | 有村昆  | 勝間和代 | 岩元辰郎 |
| ------------------------ | ------ | -------- | -------- | -------- | -------- | ----------- | -------- | -------- | -------- | ------- | -------- | -------- |
| 人間                     | 狩人   | 人間     | 人間     | 人間     | 人狼     | 人間        | 予言者   | 人狼     | 狂人     | 人間    | 霊媒師   | 人狼     |
| 5日目噛                  | 生存   | 生存     | 1日目吊  | 1日目噛  | 3日目吊  | 生存        | 3日目噛  | 2日目吊  | 4日目吊  | 5日目吊 | 生存     | 6日目吊  |
| ハッピーエンド／人間勝利 |        |          |          |          |          |             |          |          |          |         |          |          |

2日目、霊媒師の勝間、人狼の青海が順に霊媒師COをするが、予言者堀井は、前日の占いで青海を人狼と視ていた。狂人の斎藤も予言者を騙るが、より人々から信じられたのは堀井のほうだった。処刑者は青海に。3日目の朝、グッジョブ（グッジョブ、GJ：狩人による護衛成功）が起きていたため襲撃された人物はなく、さらに堀井は嬉々として、潜んでいた人狼の堀江を見つけることができたと宣言。人間たちは2日続けて人狼を処刑できた。4日目になると、村は襲撃により、人狼を2人発見したにこやかな予言者を失っていた。この日は対抗の斎藤を処刑することを決定。5日目、2度目となる護衛成功のために、朝を7人で迎えていた。最後の人狼探しは難航し、この日に決着はつかず、6日目にようやく、連日プレイヤーの似顔絵を黙々と描き続けていた、児玉いわく「お絵描き人狼」の岩元を処刑できたのだった。
- 視聴者アンケートにより、MVPは、護衛を2度成功した、狩人のドリス（55.5％）となった。
- アルティメット人狼通算11戦目にして、狩人が初めて護衛を成功させた。

#### 第2部第1戦
児玉健が第1部に引き続き出場。人狼TLPTからは、医師マドック（松崎史也）、未亡人キャシー（都倉伶奈）、自由人メイソン（石井由多加）、菓子職人デイジー（寺島絵里香）が、「3」に引き続き出場。将棋棋士からは、門倉啓太、中田功、村中秀史が「3」に引き続き出場したほか、「将棋棋士vsゲームクリエイター」に出演していた、女流棋士の香川愛生が初出場。ゲームクリエイター人狼会からは、「3」と同じく、大野聡、安西崇、森本茂樹、イシイジロウが出場した。
| マドック               | キャシー | メイソン | デイジー | 門倉啓太 | 中田功 | 児玉健（C） | 香川愛生 | 村中秀史 | 大野聡  | 安西崇  | 森本茂樹 | イシイジロウ |
| ---------------------- | -------- | -------- | -------- | -------- | ------ | ----------- | -------- | -------- | ------- | ------- | -------- | ------------ |
| 人間                   | 人間     | 人間     | 人間     | 狩人     | 人間   | 人狼        | 人狼     | 霊媒師   | 人狼    | 予言者  | 人間     | 狂人         |
| 4日目吊                | 6日目噛  | 6日目吊  | 4日目噛  | 5日目噛  | 生存   | 生存        | 生存     | 2日目噛  | 2日目吊 | 3日目吊 | 1日目吊  | 5日目吊      |
| バッドエンド／人狼勝利 |          |          |          |          |        |             |          |          |         |         |          |              |

初日の決選投票で安西が予言者CO、中田は人間判定を受けた。夜が明けるとその安西に疑いが向く。前日の最終弁明時に、中田が人間という事実を素早く口にしなかったことや、中田を人間と知っていながら中田を占いたいと発言していたことが、村人たちに作戦として理解してもらえない。対抗COが出ないもどかしさの中、児玉による予言者CO、撤回を経て、大野が予言者CO、さらにイシイも予言者CO。一気に場が動き、処刑されたのは大野だった。3日目、2日連続で襲われた霊媒師の村中が死んでいた一方で、安西は児玉を、イシイはマドックを人狼と宣言。安西への疑念は払拭されず、安西は処刑された。2人から人間と占われていたデイジーに対する護衛を成功して迎えた4日目、処刑されたのは、予言者を名乗るイシイではなく、イシイから前日人狼と言われた、喚き騒ぐマドックだった。5日目、門倉はイシイを援護したい心情から狩人COするが、イシイへの疑いは村で再燃、予言者ローラーは一日挟んで完遂された。そして5人生存の6日目、イシイが真予言者でない限り2人の人狼が生存中という危険な状況下で決選投票に挙がったのは、安西から人狼判定を出されていた児玉ではなく、キャシーとメイソンだった。翌日、最後まで生かされた中田は、自身が人間と信じていた香川、処刑すべきと思いながら手を付けられなかった児玉、正体を現した2人の人狼を前に、悔しさで意気消沈するのだった。
- MVPは、視聴者アンケートで48.7％の票を得た、潜伏人狼の香川に決定した。
- 2戦続けて、狩人が2度の護衛を成功した。

#### 第2部第2戦
| マドック               | キャシー | メイソン | デイジー | 門倉啓太 | 中田功 | 児玉健（C） | 香川愛生 | 村中秀史 | 大野聡  | 安西崇  | 森本茂樹 | イシイジロウ |
| ---------------------- | -------- | -------- | -------- | -------- | ------ | ----------- | -------- | -------- | ------- | ------- | -------- | ------------ |
| 人間                   | 狩人     | 狂人     | 霊媒師   | 人狼     | 人狼   | 人狼        | 人間     | 人間     | 人間    | 人間    | 予言者   | 人間         |
| 生存                   | 1日目噛  | 4日目吊  | 2日目噛  | 生存     | 生存   | 2日目吊     | 3日目噛  | 4日目噛  | 5日目噛 | 3日目吊 | 5日目吊  | 1日目吊      |
| バッドエンド／人狼勝利 |          |          |          |          |        |             |          |          |         |         |          |              |

初日、4人の決選投票を行うという取り決めに誰もが従うが、12番目の投票者メイソンは約束を守らず、イシイに4票目を投じた。メイソンへの追及が進みそうになる2日目、森本が予言者CO。児玉が人狼と占い結果を述べると、中田も対抗で予言者CO。処刑対象は児玉ではという意見が強まり、デイジーは、霊媒結果を確実に出すことを求めてCOした。ここで児玉が足掻きの狩人COをすると、メイソンも対抗で狩人CO。しかしメイソンは投票中に狂人COの暴走。児玉処刑後の3日目、デイジーが襲撃され、かつメイソンが生き残る、苦しい朝が訪れた。メイソンに疑いの目が向くが、メイソンは、前日の狂人COは襲撃回避のため、デイジーの護衛失敗は初日に護衛していたためと弁解し、森本もメイソンを庇ったことで、この日の処刑は、中田が人狼と判定した安西に。そして4日目、なお生きているメイソンは狩人と言い張り嘆くが、とうとう処刑された。迷える5日目、一貫してメイソンを信じ熱弁する森本だったが、中田・門倉のみならず、自らが人間と占っていたマドックと大野からも票を投じられ処刑される。そして決着の朝、騙りの中田と潜みの門倉、2人の人狼がマドックと対面。中田がマドックから門倉を奪い返す衝撃のエンディングに。皮肉にも、「棋士の逆襲」は遅れて果たされるのだった。初日の夜に殺害されていた狩人を狂人メイソンが乗っ取っていた事実は、最後まで暴かれなかった。
- MVPは、48.7％の得票率だった、予言者を騙った人狼の中田だった。
- シリーズ通算13戦目にして、初めて、狂人が狩人を騙った。
- 森本が、自身通算11戦目にして、初めて能力者COをした。

### アルティメット人狼5
2016年1月17日に開催された。会場はこれまでの東京カルチャーカルチャーから新宿FACEへと移り、過去最多の観客を収容することとなった。
司会進行は主宰の眞形隆之のほか、人狼TLPTより、踊り娘ドリス（森本未来）、船乗りルーサー（高地真吾）が務めた。罰ゲームは「3」「4」に引き続き薬屋アリスン（吉成由貴）が担当した。ナレーションはこれまでと同じく桜庭未那が務めたほか、世捨て人デヴィッド（溝口謙吾）も加わった。ほか、音楽：坂本英城、音響：相川幸恵、音響操作：吉村寿信・潮麻由子、ゲームマスター：渡部慎也・阿部洸希（人狼ルーム@Shibuya）、制作：五町麻衣子、舞台監督：吉川尚志。
- イベントの2日後、2016年1月19日から、「人狼TLPT #22 DEPTH II 贖罪の海 〜SPIRAL〜」の公演が始まることから、ドリスとルーサーはそれぞれ、「2nd chief ドリス」、「Fellow"US"ルーサー」の衣装での出演だった[27]。
- プレイヤーの入場ナレーションは、ルーサーとデヴィッドが担当した。なお、2016年2月26日放送のセブンスキャッスルch「第18回セブンスエデン」では、TLPT勢の紹介文は、ルーサー（高地）が作成したことが取り上げられた。
- プレイヤーが座る椅子の後方には、それぞれのプレイヤーの名前が記されたのぼりが設置された。
- 「人狼会議」は、ゲームの議論時間のBGMとしても使用されるようになった。

#### 第1部第1戦
人狼TLPTからは、局長サミー（加藤靖久）が初回以来、奏者ノエル（永石匠）が「3」以来、暇人キンバリー（はぎのりな／このときの表記は「萩野梨奈））が初めての出場。女流雀士からは、勝間和代が「4」に引き続き、大崎初音が「人狼TLPT 女主人ヒルダ」として出場した「2」以来、樋口清香が初めての出場。ドラクエ軍として、「4」に引き続き、堀井雄二、安西崇が出場。モンスト軍として、マックスむらい、さしみ、りえっくすがそれぞれ初出場。歌広場淳は初出場、イシイジロウは「4」に引き続き出場。
- イシイと安西は、2部構成になった「3」以来、初めて第2部に出場せず、よって初めて、マドック・森本・大野と共演しなかった。

| 歌広場淳               | 大崎初音 | 樋口清香 | 勝間和代 | ノエル  | キンバリー | サミー（C） | 堀井雄二 | 安西崇  | マックスむらい | さしみ  | りえっくす | イシイジロウ |
| ---------------------- | -------- | -------- | -------- | ------- | ---------- | ----------- | -------- | ------- | -------------- | ------- | ---------- | ------------ |
| 人間                   | 人狼     | 狩人     | 人間     | 人狼    | 予言者     | 人狼        | 人間     | 狂人    | 人間           | 人間    | 霊媒師     | 人間         |
| 5日目吊                | 生存     | 4日目噛  | 6日目噛  | 3日目吊 | 3日目噛    | 4日目吊     | 1日目吊  | 2日目吊 | 6日目吊        | 5日目噛 | 1日目噛    | 生存         |
| バッドエンド／人狼勝利 |          |          |          |         |            |             |          |         |                |         |            |              |

初日、キンバリーと安西が予言者CO。夜、キンバリーから人間判定を受けていたりえっくすが襲撃され、2日目、ノエルと大崎が霊媒師CO。サミーが村人たちに、信じている霊媒師はどちらかと問うと、ノエルの味方が皆無であることが明らかに。この状況から、村人たちはノエルは人狼ではないと推理し、この日の処刑は、予言者と名乗りながら発言に意欲的でない安西に決まった。夜の犠牲者なしで迎えた3日目、霊媒師を殺すべきだと議論がまとまり、前日から怪しまれていたノエルを処刑。ノエルは狂人の大崎を放置するよう遺言を残した。夜にキンバリーが襲われ、4日目、大崎はノエルの霊媒結果を人狼と宣言。村人たちは、大崎は最悪狂人なので処刑は不必要と合意。樋口が疑われるが、狩人COで潔白を証明すると、代わりに、大崎を敵視してきたサミーが処刑された。5日目、大崎の霊媒結果ではサミーは人狼で、大崎視点では残りの人狼は1人。この日に決着はつかず、4人生存で6日目を迎える。勝間とむらいは互いに疑いつつも、両者は大崎に対する不信を伝えた。予言者2人から人間と占われていたイシイは、大崎は除外すべきだと主張。結果最終処刑者はむらいに。そして翌朝、勝間は襲撃死していた。実は大崎は、初日の夜に殺されたりえっくすの正体、霊媒師を乗っ取っていた、最後の人狼だったのだ。
- シリーズで初めて、偶数進行（昼のターンの生存人数が偶数）で最終日を終え、決着の朝を迎えた。
- シリーズで初めて、2人の人狼が同一の能力者として振る舞った。
- 「4」第2部第2戦に続き、2戦連続で、同一能力を称する2COに本物の能力者が含まれなかった。

##### PSYCHO-PASS　第5ステージの経験から
人狼の大崎が、人狼仲間であるノエルの霊媒師騙りに被せる形で、自ら霊媒師を騙り、人狼2人による霊媒師乗っ取りを実行した背景には、イベントのおよそ4か月前、2015年9月26日の公演での経験があった。人狼TLPTX「PSYCHO-PASS サイコパス」第5ステージである。（セブンスキャッスルchでは2016年2月27日に放送。）
初日、人狼の千草篠忍（セシル／小林涼）が、予言者は自分を占うようにと発言。すると2日目には3人が予言者COをし、千草に対する占い結果を述べた。狂人の灰音宙軌（サイファ／杉原勇武）は「人狼」、本物の予言者の黄倉椿芽（ヒルダ／大崎初音）は「人狼」、そして人狼の蒼樹智聖（三原大樹）は「人間」と宣言。投票対象は千草と黄倉の二択となり、一票差で千草が隔離される。3日目が始まった途端、3人目の人狼、深影依墨（スパイク／谷口賢志）は霊媒師CO、千草は人間だったと宣言。対抗で本物の霊媒師である不知火恭（サミー／加藤靖久）もCO、千草は人狼だったと宣言。本物の予言者・霊媒師の視点からは、3日目にして全ての人狼が顕現する事態となる中、この日隔離されたのは狂人の灰音だった。翌日、霊媒騙りの深影は灰音を人間と宣言、そして予言騙りの蒼樹は雪ノ宮唯（ノエル／永石匠）を潜んでいた人狼と宣言。「黄倉-不知火-雪ノ宮」vs「蒼樹-深影-千草」の構図が明白になり、ライン戦は、涙が流れ怒声が飛び激しさを増した。結局、蒼樹・深影・千草を圧倒的に信頼する速水彬尚（マドック／松崎史也）の心向きを、人間陣営は覆せず、4日目に黄倉、5日目に不知火が隔離され、人狼陣営が勝利した。
対敵の奇策によって敗北した苦い経験から得た大崎の向上心と、それを助けるTLPTのチームワークが、アルティメット人狼の舞台で再び仲間となったサミー、ノエル、大崎に、人々を驚かせるゲームを創造させたのだった。

#### 第1部第2戦
| 歌広場淳                 | 大崎初音 | 樋口清香 | 勝間和代 | ノエル | キンバリー | サミー（C） | 堀井雄二 | 安西崇 | マックスむらい | さしみ  | りえっくす | イシイジロウ |
| ------------------------ | -------- | -------- | -------- | ------ | ---------- | ----------- | -------- | ------ | -------------- | ------- | ---------- | ------------ |
| 狩人                     | 人狼     | 人狼     | 予言者   | 狂人   | 人間       | 人間        | 人間     | 人間   | 人間           | 人狼    | 霊媒師     | 人間         |
| 生存                     | 5日目吊  | 4日目吊  | 生存     | 生存   | 1日目噛    | 3日目噛     | 生存     | 生存   | 1日目吊        | 2日目吊 | 3日目吊    | 生存         |
| ハッピーエンド／人間勝利 |          |          |          |        |            |             |          |        |                |         |            |              |

2日目、予言者COは勝間とノエル、霊媒師COは樋口とりえっくす。処刑されたのは、勝間が人狼判定を出していたさしみだった。3日目、襲撃された者がいない中、さしみに対する霊媒結果は、樋口は人間、りえっくすは人狼と判定が割れた。村人たちは勝間を真予言者と考えながらも、安全策を採ることを決断。この日は疑わしいほうの霊媒師であるりえっくすを、4日目には生き残っている霊媒師である樋口を処刑し、霊媒師ローラーを果たした。5日目、またしても襲撃による死人なしで7人で朝を迎えると、勝間は大崎を、ノエルは歌広場を人狼であると宣言。すると歌広場は勝負を決定づける狩人CO。会場を沸かせた。
- MVPは、視聴者アンケートで92.6％の得票率だった、狩人の歌広場。1度目の護衛成功は人間のサミー、2度目は人間のイシイで、能力者に対する護衛成功を含まなかった。
- シリーズで初めて、人間陣営は狂人を生き残らせて勝利した。また、シリーズで初めて、予言者COをしたプレイヤーが全て最後まで生き残った。

#### 第2部第1戦
主宰の児玉健が「4」に引き続き議長席のプレイヤーとして出場。人狼TLPTからは、「4」第2部に引き続き、医師マドック（松崎史也）、菓子職人デイジー（寺島絵里香）、自由人メイソン（石井由多加）が出場。「4」第1部に出場していた団長ダンカン（池永英介）は、今回は第2部への参戦となった。将棋棋士からは、「4」第2部に引き続き、中田功、村中秀史、香川愛生、また伊藤真吾が「3」以来の出場となった。ゲームクリエイターからは、シリーズ皆勤となる、森本茂樹、大野聡に加え、藤澤仁が初回以来の出場となった。また、ゲームクリエイター人狼会に参加している結が初出場となった。
- メイソン役の石井は、人狼ルームの公式プレイヤーとなって以降初めてのアルティメット人狼への出場となった[31]。
- 入場時の紹介ナレーションにて、結が、人狼最大トーナメント[32]の第1回MVPであることが取り上げられた。

| マドック               | ダンカン | デイジー | メイソン | 結      | 藤澤仁  | 児玉健（C） | 森本茂樹 | 大野聡 | 伊藤真吾 | 香川愛生 | 村中秀史 | 中田功  |
| ---------------------- | -------- | -------- | -------- | ------- | ------- | ----------- | -------- | ------ | -------- | -------- | -------- | ------- |
| 人狼                   | 人狼     | 狩人     | 人狼     | 人間    | 人間    | 霊媒師      | 人間     | 人間   | 人間     | 狂人     | 人間     | 予言者  |
| 生存                   | 5日目吊  | 6日目吊  | 生存     | 5日目噛 | 1日目吊 | 3日目吊     | 生存     | 生存   | 1日目噛  | 2日目吊  | 3日目噛  | 4日目噛 |
| バッドエンド／人狼勝利 |          |          |          |         |         |             |          |        |          |          |          |         |

初日の決選投票時の弁明で、ダンカンと中田が予言者CO。能力なしとCOした藤澤が処刑された。翌日、その藤澤は人狼だったと香川が霊媒師CO。時間が経っても対抗の霊媒師が出現しないことから香川は一旦信用されるが、その流れを断ち切ろうと児玉が霊媒師CO。藤澤は人間だったと香川を否定する。そしてダンカンがすでに、香川と児玉の2人に人間の判定を出していたため、ダンカンの視点では対抗の中田が人狼と決定した。するとさらに、「2人目が出るのを待っていた」とマドックが3人目の霊媒師CO。ダンカンとマドックの表面上の繋がりが途切れ、マドックは最も遠くに立つ中田へと歩み寄る。5COの状況となり、全人狼が露出したとする香川の視点が疑われ、処刑者は香川に。襲撃を防いで迎えた3日目、児玉は、マドックが人狼仲間のダンカンと敵対するのをわかってCOするわけがないという推理から、自身の味方の予言者はダンカンだと判断。「ダンカン-児玉」vs「中田-マドック」のライン戦になった。それぞれが推理を述べ、処刑されたのは児玉だった。8人での4日目、デイジー、森本、大野は最後の霊媒師マドックの処刑を求めるが、中田、メイソン、結はマドックを完全に信じ、ダンカンの処刑を主張。決選投票でも票は動かず、この日は処刑者なしに。そして5日目、襲撃死していたのは中田だった。これで予言騙りのダンカンが破綻し、開き直って霊媒師CO。ここでデイジーは狩人COをし、中田に占われていない最後の人物、メイソンが人狼だと追い詰めるが、すかさずメイソンも対抗狩人CO。さらにダンカンも狩人CO。人間勝利が目前に見える弛緩した雰囲気の中、マドックは議論を仕切ると、この日はダンカンを処刑、狩人の真偽の問題を持ち越し、マドック、森本、大野を含む5人で6日目に移る。森本だけが、なぜ人狼は中田を襲い自ら詰んだのか、もしやマドックこそが人狼なのではと違和感を覚えるが、その声は、真狩人は誰かという問いに掻き消される。森本はメイソンに投票する一方、マドックは、本物の霊媒師の自分を殺そうとしたデイジーが最後の人狼だと主張し、大野もそれに乗じたことで、処刑者はデイジーに。すると翌朝、決着の時を告げる鐘が鳴り響いた。人間の勝利、そう装って現れたマドックは、デイジーの正体が本物の狩人であること、さらに、自身とメイソン、5日目に処刑されたダンカンが人狼である真実を告げた。能力者同士の絆は捻じ曲げられていたのだ。「ニコ生の奴等にも伝えておく、これが人狼TLPTだ！」マドックは高らかに宣言した。
- MVPはマドックだった。視聴者アンケートで50.2％の票を集めた。またマドックは、このゲームで、シリーズにおいて自身初めての人狼を引いたことで、シリーズで初めて全ての役職（人間・予言者・狩人・霊媒師・人狼・狂人）を経験したプレイヤーとなった。自身通算12戦目である。
- シリーズで初めて、処刑者なしの日があった。また、シリーズで初めて、撤回を含まない7COのゲームとなった。
- 「2」第1戦以来、12戦ぶりに、狂人が霊媒師を騙った。
- メイソンは自身が出場した最初の7戦中、5戦で人狼陣営となり、うち3戦で狩人を騙ったことになった。

##### 評価と内情
ファミ通.comでは、「これぞ『人狼』という大どんでん返し」「待っていたのは驚愕の結末」「会場では、大きな悲鳴と拍手が上がっていた」と評された。
2016年4月28日放送のセブンスキャッスルch「人狼TLPTアンコール 石井由多加 & 松崎史也 100ステカーニバル」と、同年5月13日放送の「マドックとメイソンが責任を持って進める番組略してマメばん #1」において、マドック役の松崎は、人狼の大崎が霊媒騙りを被せた第1部第1戦が好ゲームだったことが重圧であったと回想し、「普通に勝っちゃ駄目っていう状態だった」旨を述べた。また、この「人狼TLPTアンコール 石井由多加 & 松崎史也 100ステカーニバル」において、メイソン役の石井は、マドックが霊媒師として名乗り出たのを見て、自身は以後マドックを強く支持し続けようと決意したという旨を述べた。また、同年5月26日放送の「人狼TLPTアンコール 池永英介 & 寺島絵里香 100ステカーニバル」において、ダンカン役の池永は、自身とマドックが対立してしまった以上どちらかが必ず処刑されなければならなくなったことを考慮し、マドックとの対立直後の夜のターン、自身がすぐさま破綻しようと中田を襲撃する意向をマドックとメイソンに伝えたが、差し止められたという旨を述べた（このとき村中に対するGJが起きた）。なお、マドック、ダンカン、メイソンの3人が人狼仲間となるのは、人狼TLPTの公演でも稽古でも起きていなかった、初の出来事だった。
ちなみに、人狼TLPTの舞台本番でマドック、ダンカン、メイソンが人狼仲間になったのは、『人狼TLPT×新撰組〜払暁の狼〜』5/22日（月）の8stであった。（それぞれ山南敬介、伊藤甲子太郎、吉村貫一郎 役）
そして、人狼全員生存で幕を降ろしたこの公演のMVPを獲得したのは、医師マドック役の松崎史也演じる山南敬介だった。
伊藤甲子太郎役を演じた池永英介は、この公演を「役職確認ではいつぞやを思い出す顔ぶれでにやにや。」と振り返った 。

#### 第2部第2戦
| マドック                 | ダンカン | デイジー | メイソン | 結      | 藤澤仁  | 児玉健（C） | 森本茂樹 | 大野聡  | 伊藤真吾 | 香川愛生 | 村中秀史 | 中田功  |
| ------------------------ | -------- | -------- | -------- | ------- | ------- | ----------- | -------- | ------- | -------- | -------- | -------- | ------- |
| 人間                     | 人狼     | 人間     | 狂人     | 人間    | 霊媒師  | 狩人        | 人間     | 予言者  | 人狼     | 人間     | 人間     | 人狼    |
| 4日目噛                  | 2日目吊  | 3日目吊  | 5日目吊  | 1日目吊 | 3日目噛 | 生存        | 1日目噛  | 2日目噛 | 6日目吊  | 生存     | 5日目噛  | 4日目吊 |
| ハッピーエンド／人間勝利 |          |          |          |         |         |             |          |         |          |          |          |         |

2日目、前日に予言者COをしていた大野は、ダンカンが人狼だったと占い結果を宣言。そのダンカンも対抗で予言者CO、またメイソンも予言者COで児玉に人狼判定を出し、予言者3COの状況に。対して霊媒師は、前日にCOした藤澤1人。この日処刑されたのはダンカンだった。3日目、大野は夜に殺されていたが、藤澤はダンカンが人狼だったと述べたことで、ダンカンに投票していなかったデイジーが疑われ処刑される。霊媒師の藤澤を失って迎えた4日目、最後の予言者メイソンは、中田を人狼と占ったと発言。すると中田は狩人CO、さらに児玉も狩人CO。これにより、メイソンは本物の予言者で、2人の人狼がともに狩人を騙っているのでは、との説が浮上する。処刑対象は、中田、児玉、メイソンの3択となったが、最多の票を得たのは中田だった。5日目、狩人を称する児玉が、護衛成功できずに生存している中、狂人と思われるメイソンを殺すことで議論はまとまる。場に人狼2人がいないと見たメイソンは遺言で狂人CO。そして6日目、護衛は成功せず、児玉、伊藤、香川の3人が生存していた。児玉と伊藤が票を入れ合うと、迷った香川は伊藤に投票。生き延びた本物の狩人児玉は、人間の香川と翌日を迎えた。
- MVPは、視聴者アンケートで62.4％の投票を得た香川だった。これにより、香川はシリーズで初めて、複数回MVPに選出されたプレイヤーとなった。

### アルティメット人狼 in 闘会議2016
2016年1月30日、幕張メッセで、ニコニコ闘会議2016内にて開催された。人狼TLPTからの出演は、医師マドック（松崎史也）、踊り娘ドリス（森本未来）、未亡人キャシー（都倉伶奈）。ゲームクリエイターからの出演は、大野聡、森本茂樹、安西崇、イシイジロウ。将棋棋士・女流棋士からの出演は、中田功、村中秀史、香川愛生。また、ゲーム実況者からの出演は、牛沢、スナザメ、内藤さん。司会進行は世捨て人デヴィッド（溝口謙吾）、薬屋アリスン（吉成由貴）、ナレーションは七城ナナ（桜庭未那）。
- 入場時の紹介ナレーションにて、村中が、人狼最大トーナメント最強決定戦[36]のMVPであることが取り上げられた。また、村中は、イシイから祝いのために贈られたベルトを携えての入場だった。
- 中央の席のプレイヤーは牛沢だったが、議長を務めたのはキャシーだった。

| マドック                 | ドリス  | キャシー（C） | 中田功 | 村中秀史 | 香川愛生 | 牛沢    | スナザメ | 内藤さん | 大野聡  | 森本茂樹 | 安西崇  | イシイジロウ |
| ------------------------ | ------- | ------------- | ------ | -------- | -------- | ------- | -------- | -------- | ------- | -------- | ------- | ------------ |
| 人間                     | 人狼    | 人狼          | 人間   | 予言者   | 人間     | 人間    | 霊媒師   | 人間     | 狂人    | 人狼     | 狩人    | 人間         |
| 3日目噛                  | 2日目吊 | 4日目吊       | 生存   | 生存     | 生存     | 4日目噛 | 3日目吊  | 生存     | 2日目噛 | 5日目吊  | 1日目吊 | 1日目噛      |
| ハッピーエンド／人間勝利 |         |               |        |          |          |         |          |          |         |          |         |              |

1日目、大野が予言者COすると、村中も渋々予言者CO。村中は大野を人間と知っていると話し、村中視点では大野が狂人確定する。2日目、ドリス、スナザメ、キャシーが順に霊媒師CO。霊媒師3人のうち2人が人狼となる村中の視点が怪しまれるが、この日は、予言者に人狼を見つけたか尋ねたのちCOしたドリスが最も疑われ処刑された。その夜大野が襲撃される。3日目、霊媒師から処刑すべきという意見からスナザメを処刑。4日目、キャシーがスナザメの霊媒結果を人間と視たことで、キャシーと村中の視点が矛盾するが、最後の霊媒師キャシーは処刑される。5人での5日目、依然として潜伏の人狼を見つけられない村中は、まだ占っていない森本に投票し、内藤さんも賛同。村中自身も2票を得る中、最後の投票者中田は、村中を信じて森本に投票。これが人間勝利の最後の一手だった。
- MVPは、ニコ生視聴者のコメントから、熱烈に論じ続けた予言者の村中に決定した。
- ドリスは、自身通算8戦目にして、初めて処刑された。

### アルティメット人狼6
2016年6月5日、Red Bull Studios Tokyo Hallにて開催された。司会進行は、人狼TLPTより、仕立屋テイラー（渡邊隆義）が初出演。 天の声は七城ナナ、音楽は坂本英城、GMは、人狼ルームより、阿部洸希、渡部慎也。
- 「闘会議2016」までのシリーズ全18戦中、「4」の1部と「5」の1部を除く14戦に出演していた医師マドック（松崎史也）は、松崎が演出する「A Midsummer Night’s Dream」[39]の舞台公演のために不参加[40]となり、シリーズ7回目にして初めて、マドック不在の開催となった。

#### 第1部第1戦
「『DQX』TV vs 人狼TLPT」と題された。ドラクエ勢として、堀井雄二が「5」第1部に引き続き出演、齊藤陽介が「4」第1部以来の出演。「ドラゴンクエストX初心者大使」として、初美メアリ、たぬきごはんのほりゆうこ、大山雄史の3名が初出演。また、「ファミ通.comからの刺客」として椿姫彩菜が初出演。人狼TLPTからは、修道女エスター（横山可奈子）が「4」以来の出演。踊り娘ドリス（森本未来）は「闘会議2016」に引き続き出演。奏者ノエル（永石匠）は「5」に続いての出演。神父クリス（林修司）は初出演。また、イベント音楽担当の坂本英城が「4」以来の出演。そして主宰の、イシイジロウ、児玉健が出演。
- ゲーム中、処刑者は処刑時に、自身が指定した人物からピコピコハンマーで叩かれるルールだった。

| イシイジロウ             | 児玉健  | 坂本英城 | ドリス | ノエル | エスター | クリス（C） | 堀井雄二 | 椿姫彩菜 | 齊藤陽介 | ほりゆうこ | 大山雄史 | 初美メアリ |
| ------------------------ | ------- | -------- | ------ | ------ | -------- | ----------- | -------- | -------- | -------- | ---------- | -------- | ---------- |
| 人間                     | 人間    | 狂人     | 人間   | 予言者 | 人間     | 霊媒師      | 人狼     | 人間     | 狩人     | 人間       | 人狼     | 人狼       |
| 1日目吊                  | 1日目噛 | 生存     | 生存   | 生存   | 生存     | 生存        | 4日目吊  | 生存     | 生存     | 2日目噛    | 2日目吊  | 3日目吊    |
| ハッピーエンド／人間勝利 |         |          |        |        |          |             |          |          |          |            |          |            |

初日の最後の投票者坂本は、バイオリニストを指揮してから投票、決選投票に。そこで坂本は予言者CO、初美が霊媒師CO。処刑はCOのないイシイに。2日目、坂本から人間と判定を受けていたノエルが予言者CO、さらに大山が人狼と予言結果を述べたことで、処刑者は大山となった。3日目、初美に加え、前日に霊媒師COをしていたクリスも、大山を人狼であったと宣言し、2人の霊媒結果が一致。ノエルが本物、坂本が偽者との見方が勢いづく。坂本を狂人と見て、人々は霊媒師の片割れである初美を処刑。夜の死人なしで4日目を迎えると、ノエルは堀井を人狼と占ったと宣言。さらに昨晩守られたのはノエルであると、齊藤が狩人CO。堀井も議論終了間際にクリスを守ったと狩人COするが、堀井の処刑が決定。ドラクエ勢の人狼仲間たちに先立たれた最後の人狼堀井は、「無理がありました」と遺言を残した。
- MVPは、視聴者アンケートで41.3％の票を得た、狩人の齊藤だった。ゲームクリエイターがMVPを獲得したのは、選考通算11回目にして初だった。また、予言者のノエルはそれに次ぐ38.5％の得票率だった。
- エンディングの人数7人はシリーズ最多で、初めて過半数のプレイヤーが最後まで生き残った。
- シリーズで初めて、ゲーム中に、プレイヤー以外の人物がステージでパフォーマンスをした。

#### 第1部第2戦
| イシイジロウ           | 児玉健  | 坂本英城 | ドリス  | ノエル  | エスター | クリス（C） | 堀井雄二 | 椿姫彩菜 | 齊藤陽介 | ほりゆうこ | 大山雄史 | 初美メアリ |
| ---------------------- | ------- | -------- | ------- | ------- | -------- | ----------- | -------- | -------- | -------- | ---------- | -------- | ---------- |
| 人狼                   | 人間    | 人間     | 霊媒師  | 予言者  | 人間     | 人間        | 人狼     | 人間     | 人狼     | 人間       | 狩人     | 狂人       |
| 生存                   | 5日目噛 | 3日目噛  | 1日目吊 | 5日目吊 | 2日目噛  | 2日目吊     | 生存     | 4日目吊  | 3日目吊  | 1日目噛    | 4日目噛  | 生存       |
| バッドエンド／人狼勝利 |         |          |         |         |          |             |          |          |          |            |          |            |

1日目、イシイとノエルが予言者CO、注目が集まったドリスが霊媒師CO。児玉がいかにもといった挙動で霊媒師COをすると、3人目の霊媒師として初美がCO、これにより児玉はCOを撤回、2-2の4COの状態に。霊媒師の信用勝負は初美が勝ち、処刑者はドリスに。2日目、初美は対抗のドリスが人狼であったと霊媒結果を宣言。イシイが人狼と占ったクリスが処刑されるが、3日目、そのクリスは人間であると初美は霊媒結果を告げる。よって初美はイシイと対立、ノエルの仲間に。この日はノエルが人狼と占った齊藤が処刑される。4日目、初美はイシイから人狼と判定を受ける。無意味な予言をしたイシイは狂人ではと人々は考え、処刑されたのは、どの予言者からも占われていない椿姫だった。5日目、ノエルは堀井に人狼判定。ノエルと児玉は、堀井が最後の人狼であると、初美とともに戦いを落ち着かせる調子だった。しかしイシイはひたすら、ひどく困惑した様子の初美に、自分たちが味方だと諭す。人々が見守る中、最後の投票者初美の票は、ノエルへ。事態の意味を悟ったノエルと児玉は、失意の中ピコピコハンマーで互いを叩き合った。本物の予言者ノエルの仲間を演じていた初美の正体は、狂人だったのだ。
- MVPは、58.4％の票を得た、人狼のイシイだった。イシイが人狼となったのは、自身通算16戦目にして初だった。
- 「2」第1戦以来、16戦ぶりとなる、パワープレイ（PP）による人狼陣営勝利だった。人狼2人と狂人1人によるパワープレイはシリーズ初。
- アルティメット人狼通算20戦目である。
- 齊藤はステージから退場後、ゲーム5日目の経過を見て飛び跳ねた際に足を痛め、よってシリーズで初めてプレイヤーが負傷した。齊藤は第1部終了後の宣伝の際には、患部に湿布を貼って登場した。

#### 第2部第1戦
第1部に引き続き、児玉健とイシイジロウが出演。人狼TLPTからは、「5」の第2部に引き続き、菓子職人デイジー（寺島絵里香）、自由人メイソン（石井由多加）、団長ダンカン（池永英介）が出演。ゲームクリエイターからは、「闘会議2016」に引き続き、安西崇、森本茂樹、大野聡が出演。将棋棋士・女流棋士からも、「闘会議2016」に引き続き、中田功、村中秀史、香川愛生が出演。そしてプロ雀士から、大浜岳、武中真が初出演。
- 2部構成となってから初めて、イベント協力の麻雀スリアロチャンネルの番組「麻雀プロの人狼スリアロ村」からの、第2部への出演となった。

| メイソン                 | ダンカン | デイジー | 大浜岳  | 武中真  | 香川愛生 | 児玉健（C） | 中田功  | 村中秀史 | 安西崇 | 大野聡  | 森本茂樹 | イシイジロウ |
| ------------------------ | -------- | -------- | ------- | ------- | -------- | ----------- | ------- | -------- | ------ | ------- | -------- | ------------ |
| 狩人                     | 人間     | 狂人     | 人狼    | 人狼    | 人間     | 霊媒師      | 人間    | 予言者   | 人間   | 人狼    | 人間     | 人間         |
| 2日目噛                  | 5日目噛  | 4日目吊  | 6日目吊 | 5日目吊 | 生存     | 2日目吊     | 1日目吊 | 生存     | 生存   | 3日目吊 | 4日目噛  | 3日目噛      |
| ハッピーエンド／人間勝利 |          |          |         |         |          |             |         |          |        |         |          |              |

初日、村中と大浜が予言者CO。霊媒師COは、大野に加え、襲撃を防いで迎えた2日目に、デイジーと児玉、よって計3人に。また、村中は児玉を、大浜はデイジーを人間と判定したため、両予言者の視点から霊媒師の内訳にヒントが生じた。決選投票に挙がった2人の霊媒師は大野と児玉だったが、児玉を人間と占った村中が挙手をミスしたために、児玉の処刑が決定してしまう。3日目は大野を処刑、4日目はデイジーを処刑、霊媒ローラーが遂げられる。両予言者が生き続け、6人での5日目、武中のことを、村中は人狼と判定、大浜は人間と判定、勝負の分かれ目に。武中は4票を受け取り処刑される。最後の日となる6日目、予言者同士の一騎討ち。村中は大浜を激しく責め処刑に追い込んだ。勝利した本物の予言者だったが、2日目の決選投票における自らの失敗に落胆し続けていた。
- MVPは、視聴者アンケートで35.1％の投票を集めた、予言者の村中だった。村中を支持した人間のダンカンはそれに次ぐ34.2％の投票率だった。
- デイジーが、自身通算12戦目にして、初めて人狼陣営となった。
- 1日目夜に襲撃から護衛されたのは狂人のデイジーだったが、次の夜に襲撃されたのは狩人のメイソンだった。護衛が成功した次の夜、連続で同じ人間が襲撃されなかったのは、シリーズで初めて。護衛成功自体は、シリーズ通算10回目。

#### 第2部第2戦
| メイソン                 | ダンカン | デイジー | 大浜岳  | 武中真  | 香川愛生 | 児玉健（C） | 中田功 | 村中秀史 | 安西崇  | 大野聡  | 森本茂樹 | イシイジロウ |
| ------------------------ | -------- | -------- | ------- | ------- | -------- | ----------- | ------ | -------- | ------- | ------- | -------- | ------------ |
| 狩人                     | 人狼     | 狂人     | 人間    | 人間    | 人間     | 予言者      | 人間   | 人狼     | 人狼    | 人間    | 人間     | 霊媒師       |
| 4日目噛                  | 3日目吊  | 2日目噛  | 1日目吊 | 3日目噛 | 生存     | 生存        | 生存   | 5日目吊  | 4日目吊 | 2日目吊 | 生存     | 生存         |
| ハッピーエンド／人間勝利 |          |          |         |         |          |             |        |          |         |         |          |              |

能力者を一斉に出す作戦が採られた初日、予言者COはダンカンと児玉の2人に対し、霊媒師COはデイジーが単独。夜の襲撃を防いで2日目を迎えると、護衛されたと推測されるデイジーは投票時に狂人CO。本物の霊媒師は隠れている、その人物を噛むようにと人狼たちに呼びかけるが、その願いは叶わず、3日目の朝デイジーは殺されていた。しかし新たに霊媒師COが1人。児玉から人間判定を受けていた、イシイである。イシイの処刑が無難な策とされたが、武中を人間確定した児玉が信用され、処刑されたのはダンカンだった。4日目、イシイによる、ダンカンの霊媒結果は人間。よって児玉と対立。児玉は安西を人狼と占ったため、イシイ・安西らと、児玉らの陣営に二分される。問い質されたイシイは、「本物の予言者は噛まれた」と述べ、人々から呆れられるが、議論終盤、霊媒結果を撤回。安西らを裏切っていきなり児玉の仲間に。安西が処刑され、さらに5日目、児玉は村中を人狼と占い村中も処刑される。全人狼を滅ぼし6日目を迎えると、正体を改めて訊かれたイシイは、本物の霊媒師だと答えた。潜み、嘘をつき、村を混乱に陥れたトリッキーな霊媒師が、人狼を追い詰めたのだった。
- MVPは、視聴者アンケートで32.4％の投票を集めた、予言者の児玉だった。
- シリーズで初めて、本物の霊媒師が、3日目にCOした。
- 2戦続けて、メイソンが狩人、デイジーが狂人、そして1日目の夜、デイジーに対する襲撃をメイソンが防いだ。

### アルティメット人狼7
2016年10月1日に開催。会場は「5」以来の新宿FACE。司会進行はアルテ（副島和樹）とイメット（手島沙樹、人狼TLPTでは「秘書ナタリー」）、天の声は七城ナナ。スタッフは、音楽：坂本英城、音響：相川幸恵、音響操作：吉村寿信、ゲームマスター：渡部慎也（人狼ルーム）・阿部洸希（人狼ルーム）、制作：五町麻衣子、舞台監督：吉川尚志。
- イベント情報・出演者情報については、同年9月3日放送の、ニコニコチャンネル「アルティメット人狼チャンネル」の開設記念特番内で発表された。

#### 第1部第1戦
主宰の児玉健とイシイジロウ、「ファミ通.comからの刺客」の椿姫彩菜が、「6」に引き続き出演。人狼TLPTからは、奏者ノエル（永石匠）も「6」に引き続き出演。暇人キンバリー（はぎのりな）は「5」以来の出演。「4」でイベント司会進行役だった葬儀屋ソール（ウチクリ内倉）は、プレイヤーとして初出演。剣豪ムサシ（渡辺隼斗）も初出演。初出演はほか、クイズ王の古川洋平、歌い手の蛇足、お笑いトリオニブンノゴ!の森本英樹、ハンゲーム『人狼パーティー』プロデューサーの猪飼良平。また、実業家の堀江貴文が「4」以来、『人狼ゲーム〜牢獄の悪夢〜』開発者の鈴木教久が「2」以来の出演。
| ノエル                 | 古川洋平 | 蛇足    | 鈴木教久 | キンバリー | 堀江貴文 | 児玉健（C） | 猪飼良平 | 椿姫彩菜 | 森本英樹 | ソール  | ムサシ | イシイジロウ |
| ---------------------- | -------- | ------- | -------- | ---------- | -------- | ----------- | -------- | -------- | -------- | ------- | ------ | ------------ |
| 人狼                   | 人間     | 狩人    | 人間     | 予言者     | 人間     | 人間        | 霊媒師   | 人間     | 人間     | 人狼    | 人狼   | 狂人         |
| 4日目吊                | 5日目噛  | 5日目吊 | 6日目吊  | 1日目噛    | 6日目噛  | 生存        | 1日目吊  | 3日目噛  | 4日目噛  | 2日目吊 | 生存   | 3日目吊      |
| バッドエンド／人狼勝利 |          |         |          |            |          |             |          |          |          |         |        |              |

1日目、予言者COと霊媒師COが2人ずつで、計4人。しかし、この日の処刑と襲撃でそのうち2人が死に、2日目と3日目の会議でも残り2人が殺されたことで、能力者を名乗る人物4人全員が、最初の死者4人となる事態に。手掛かりの少ない議論の中一貫して目立っていたのは、ムサシの存在だった。ムサシは児玉を、1日目の投票で霊媒師を殺すきっかけを作ったからと、激しく疑うが、児玉もまた、自分が人狼なら、霊媒師COした人物への投票は後日に回すはずだと責め返す。8人で迎えた4日目、自説に固執し続けるムサシは、人々から疑念を抱かれ3票を得るが、ムサシのもう1人の対敵だったノエルが4票を得たためなんとか免れた。そして4人での6日目。児玉は、ノエルが最後にムサシに投票しなかった事実から、ノエルとムサシがともに人狼の可能性にふれるものの、ムサシを信頼し、ムサシに投票せず。やがて夜が明け、決着の朝、生存していたのは、沈み込む児玉と、刀を振り誇らしげなムサシだった。演技を貫いた剣豪人狼に、村は滅ぼされたのだった。
- MVPは、人狼のムサシ。77.3％の得票率だった。

#### 第1部第2戦
| ノエル                   | 古川洋平 | 蛇足    | 鈴木教久 | キンバリー | 堀江貴文 | 児玉健（C） | 猪飼良平 | 椿姫彩菜 | 森本英樹 | ソール  | ムサシ  | イシイジロウ |
| ------------------------ | -------- | ------- | -------- | ---------- | -------- | ----------- | -------- | -------- | -------- | ------- | ------- | ------------ |
| 人間                     | 人間     | 人間    | 狩人     | 人間       | 人間     | 予言者      | 霊媒師   | 人狼     | 人狼     | 人狼    | 人間    | 狂人         |
| 生存                     | 2日目噛  | 1日目吊 | 生存     | 生存       | 4日目噛  | 生存        | 2日目吊  | 5日目吊  | 3日目吊  | 4日目吊 | 1日目噛 | 生存         |
| ハッピーエンド／人間勝利 |          |         |          |            |          |             |          |          |          |         |         |              |

手始めに蛇足を処刑して迎えた2日目、児玉とイシイが予言者CO、猪飼と森本が霊媒師CO。猪飼の処刑が決定した。3日目になると、児玉はソールに人狼判定。安全策を採り、もう片方の霊媒師である森本を処刑するが、4日目、児玉はさらに、椿姫に対して人狼判定。これにより児玉の視点からは全ての敵が明らかに。潜伏人狼を発見しないイシイを尻目に、人々はこの日ソールを処刑、そして5日目に椿姫も処刑。人間陣営の勝利は、人狼ソールの遺影で彩られ、狂人イシイの切腹で締めくくられた。
- MVPは、予言者の児玉。68.4％の得票率だった。

#### 第2部第1戦
主宰の児玉健とイシイジロウが第1部に引き続き出演。人狼TLPTからは、自由人メイソン（石井由多加）と菓子職人デイジー（寺島絵里香）が「6」に引き続き出演。医師マドック（松崎史也）は「闘会議2016」以来、大崎初音（人狼TLPTとしては「女主人ヒルダ」）は「5」第1部以来の出演。配達人ハイラム（澤田拓郎）は初出演。ゲームクリエイター人狼会からは、安西崇（スクウェア・エニックス）、大野聡（B.B.スタジオ）、森本茂樹（ゲームフリーク）が「6」に引き続き出演。将棋棋士・女流棋士からは、中田功、村中秀史、香川愛生が「6」に引き続き出演。
- スクウェア・エニックス藤澤仁がプロデューサーを務める、スマートフォンアプリゲーム「予言者育成学園 Fortune Tellers Academy」では、第2部第1戦におけるMVPを予想する問題が出題された[42]。
- 香川は、同日行われた、宮崎県都城市での女流王将戦第1局を終えてからの出演となった[43]。
- イシイ脚本・監督・編集、香川主演の映画「女流棋士の春」の公開が、ゲームに先立って告知された[44]。

| マドック                 | ハイラム | メイソン | デイジー | 村中秀史 | 中田功  | 児玉健（C） | 香川愛生 | 大崎初音 | 大野聡  | 安西崇  | 森本茂樹 | イシイジロウ |
| ------------------------ | -------- | -------- | -------- | -------- | ------- | ----------- | -------- | -------- | ------- | ------- | -------- | ------------ |
| 人間                     | 人間     | 人間     | 人間     | 人間     | 霊媒師  | 人狼        | 人間     | 人狼     | 人狼    | 狂人    | 予言者   | 狩人         |
| 生存                     | 2日目噛  | 生存     | 3日目噛  | 1日目吊  | 2日目吊 | 4日目吊     | 生存     | 3日目吊  | 5日目吊 | 4日目噛 | 生存     | 1日目噛      |
| ハッピーエンド／人間勝利 |          |          |          |          |         |             |          |          |         |         |          |              |

1日目は村中を処刑。2日目になると、香川は、予言者COした2人の人物から、異なる占い結果を告げられる。森本による判定は「人間」、大野による判定は「人狼」。しかし人々は、とりあえず霊媒師から手をつけるべきと判断し、この日は、前日に霊媒師COしていた中田を、3日目には、霊媒師を名乗るもう1人である大崎を処刑。そして4日目、森本は初めての人狼判定を児玉に対して宣言。これにより「森本・香川」対「大野・児玉」が表面化した。人々は、生存する7人中3人が人狼陣営の、最終局面と感じ取る。森本は危機感がなくへらへらとし、香川は感傷から涙を流す中、処刑者は児玉に決まり、これで大野と児玉の陣営の敗北がほぼ決定的に。5人での5日目、大野の視点で残りの人狼は、戦いが続いている以上、必然的に、森本と香川の2人。対して森本の視点では、生存者を占いつくしたため、残りの人狼は大野ただ1人。人狼の数の問題から、狂人か霊媒師がCOしないまま死んだ状況と推理されたが、大野を処刑すべきとの総意はスムーズに形成された。平穏を取り戻した村で、人々は森本の誕生日を祝福した。人間勝利の要因の1つが、潜伏狂人の安西が4日目、人間である香川への投票を避けたことにある真実までは、誰も辿り着いていなかった。
- MVPは、人間の香川。30.2％の得票率だった。また、予言者の森本は、香川に次ぐ27.0％の得票率だった。
- 香川は、「5」第2部第2戦から、自身5戦連続で、人間としてエンディングまで生き残り勝利したことになった。
- 「3」第2部第2戦以来、16戦ぶりに、狂人が能力者COをしなかった。

##### 評価と内情
ゲームライターの田下広夢は、5番目の能力者COをせず狂人として潜伏した安西のプレイには、2つの理由があった旨を、取材を経て記述している。1つは、将棋の対局を終えたばかりである香川には投票したくない意向であったこと、もう1つは、MVP獲得を狙っていたことである。とくに後者については、「予言者育成学園」のMVP予想で1位となっていたことが、土壇場で人狼を救ってMVPを狙おうという意志を後押ししていたという。そして安西は、香川の決選投票の翌日に、状況次第で、大野を庇うつもりであったという。「安西を信じて涙した香川」と「香川を裏切ることも企んでいた安西」について、田下はゲーム中のドラマと表現している。

#### 第2部第2戦
| マドック                 | ハイラム | メイソン | デイジー | 村中秀史 | 中田功  | 児玉健（C） | 香川愛生 | 大崎初音 | 大野聡  | 安西崇  | 森本茂樹 | イシイジロウ |
| ------------------------ | -------- | -------- | -------- | -------- | ------- | ----------- | -------- | -------- | ------- | ------- | -------- | ------------ |
| 人間                     | 予言者   | 人間     | 狩人     | 人間     | 狂人    | 人間        | 人狼     | 人狼     | 人間    | 人狼    | 霊媒師   | 人間         |
| 生存                     | 3日目噛  | 生存     | 5日目吊  | 4日目吊  | 3日目吊 | 生存        | 6日目吊  | 2日目吊  | 5日目噛 | 1日目吊 | 4日目噛  | 生存         |
| ハッピーエンド／人間勝利 |          |          |          |          |         |             |          |          |         |         |          |              |

1日目、中田、安西、ハイラムの3人が予言者CO、森本が霊媒師CO。中田は安西に対して人間の判定を出したため、中田の視点からハイラムが人狼と決定、ハイラム処刑による手掛かりの大きさに人々は気づく。しかし児玉は、安西に対する霊媒結果が人狼と出れば中田が嘘つきとわかり、かつハイラムが予言者として確定すると提案。安西は挙動も疑われたことで、最多得票となり処刑が決まる。すると翌日、その霊媒結果は人狼。しかも真予言者と判明したハイラムは、大崎を人狼と占っていた。2日連続で人狼を処刑でき、最後の人狼探しが始まる。3日目、偽予言者の中田を処刑、4日目、1日目にハイラムに投票した村中を処刑、そして5日目、同じく1日目にハイラムに投票したデイジーを処刑。それでも勝負が決まらない中、6日目に香川を処刑。人間10人対人狼1人という順調からの難航を過ぎ、ようやく平和な朝を迎えた。生き残ったマドック、メイソン、児玉、イシイの4人は、次の舞台「アルティメット人狼8」での健闘を約束するのだった。
- MVPは、予言者のハイラム。43.5％の得票率だった。最後まで生き残らなかったプレイヤーがMVPとなったのは初めて。
- シリーズで初めて、2夜連続で狩人の護衛が成功した。

### アルティメット人狼 in 闘会議2017
2017年2月11日、幕張メッセにて、ニコニコ闘会議2017の1日目に開催された。主宰の児玉健、イシイジロウが出演。ゲームクリエイターからは、大野聡（『将棋RPG つめつめロード』）、森本茂樹（『ポケットモンスター』）が出演。人狼TLPTからは、自由人メイソン（石井由多加）、奏者ノエル（永石匠）、医師マドック（松崎史也）が出演。将棋棋士・女流棋士からは、中田功、村中秀史、香川愛生が出演。ゲーム実況者からは、セピア、コジマ店員、SIGUMAが出演。MCは、七城ナナ（天の声）、眞形隆之、人狼TLPTより仕立屋テイラー（渡邊隆義）、ゲームマスターは、人狼ルームより阿部洸希が担当した。
| マドック               | メイソン | ノエル  | セピア  | SIGUMA  | コジマ店員 | 児玉健（C） | 香川愛生 | 村中秀史 | 中田功  | 大野聡  | 森本茂樹 | イシイジロウ |
| ---------------------- | -------- | ------- | ------- | ------- | ---------- | ----------- | -------- | -------- | ------- | ------- | -------- | ------------ |
| 人間                   | 人狼     | 人狼    | 狂人    | 予言者  | 人間       | 人間        | 人間     | 人狼     | 人間    | 霊媒師  | 狩人     | 人間         |
| 1日目噛                | 生存     | 1日目吊 | 4日目吊 | 3日目吊 | 生存       | 5日目吊     | 2日目噛  | 生存     | 4日目噛 | 2日目吊 | 3日目噛  | 5日目噛      |
| バッドエンド／人狼勝利 |          |         |         |         |            |             |          |          |         |         |          |              |

ノエルと大野は、自らを霊媒師と名乗り、それぞれ、1日目、2日目に処刑された。さらにSIGUMAとセピアは、自らを予言者と名乗り、それぞれ、3日目と4日目に処刑された。こうして5日目、能力者と名乗らない者5人が残り、うち人狼が最大2人と思われる場面に。SIGUMAを信じるならば、人狼は、メイソンと村中の2人で確定、対して、セピアを信じるならば、児玉とイシイのうち最大2人が人狼とするのが濃厚という状況だった。最初の夜に襲撃されたマドックが本当の予言者なのではとの説も打ち消えず、コジマ店員にも疑念が向く。そんな中、児玉とイシイはともに、メイソン・村中のペアへの信頼を理由として、処刑者を自分たちの二択とすることを一旦受け入れる。しかしこれは、児玉とイシイの中に人狼が含まれる場合、必ず人狼が詰む道だった。児玉は、この策が浮上した事実こそが、自分たちが人狼でない証明であると気づくものの、遅きに失していた。イシイはすでに、児玉へ票を投じてしまっていた。
- MVPは、ゲーム後の視聴者アンケートで55.0％の投票を集めた、人狼の村中となった。闘会議2016に引き続く、2年連続の選出となった。

### アルティメット人狼8
2017年5月8日に開催。会場は「7」に引き続き新宿FACE。司会進行は高地真吾（人狼TLPTでは「船乗りルーサー」）、天の声は七城ナナ。スタッフは、音楽が坂本英城、ゲームマスターが渡部慎也（人狼ルーム）、阿部洸希（人狼ルーム）。
- 「アルティメット人狼3」より続いていた「第1部」「第2部」の区分が、それぞれ「昼の部」「夜の部」の名称に変更。これに伴い、これまでの第2部に見られた、人狼TLPT、ゲームクリエイター、将棋棋士の3団体を基盤とする出演者構成が廃止となった。
- 七城ナナ役の桜庭未那は、体調不良のため欠席となった。そのため、高地真吾（人狼TLPT「船乗りルーサー」）が天の声の代役を務めた。よって夜時間の舞台上には、処刑死したプレイヤーと襲撃死したプレイヤーのみとなった。

#### 昼の部 第1戦
主宰の児玉健とイシイジロウが出演。ゲームクリエイターからは、大野聡（B.B.スタジオ）、安西崇（スクウェア・エニックス）が、また、将棋棋士からは中田功が、それぞれ「7」に引き続き出演し、クイズ王の古川洋平も「7」に引き続き出演。声優の藤田咲、麻雀スリアロチャンネルから平はちろー（RMU）とBOSS（スリアロチャンネル代表）が、それぞれ初出演。人狼TLPTからは、自由人メイソン（石井由多加）、配達人ハイラム（澤田拓郎）が「7」に引き続き出演し、未亡人キャシー（都倉伶奈）は「4」以来、団長ダンカン（池永英介）は「6」以来の出演となった。
| メイソン               | ダンカン | ハイラム | キャシー | Boss    | 平はちろー | 児玉健（C） | 藤田咲 | 中田功 | 古川洋平 | 安西崇  | 大野聡  | イシイジロウ |
| ---------------------- | -------- | -------- | -------- | ------- | ---------- | ----------- | ------ | ------ | -------- | ------- | ------- | ------------ |
| 人狼                   | 狩人     | 人間     | 人間     | 人間    | 人間       | 人狼        | 人間   | 人間   | 人狼     | 予言者  | 霊媒師  | 狂人         |
| 生存                   | 2日目噛  | 3日目噛  | 3日目吊  | 1日目吊 | 2日目吊    | 生存        | 生存   | 生存   | 生存     | 1日目噛 | 4日目吊 | 生存         |
| バッドエンド／人狼勝利 |          |          |          |         |            |             |        |        |          |         |         |              |

初日はBossを処刑。2日目にただ一人予言者として名乗り出たメイソンは、人狼を見つけたと宣言。その相手は、1日目にグループ分けの作戦を提案した平だった。霊媒師と名乗り出たイシイ、大野を含め、誰もが平の処刑に賛同する。しかし3日目になると、平は人間であったと大野が霊媒結果を宣言。それでも依然としてメイソンを信頼する村人たちに、大野の説得は通じず、この日会議で殺されたのはキャシー。4日目、潜んでいた人狼の児玉、古川、そして霊媒師騙りの狂人イシイが正体を現し、村は滅ぼされた。本物の予言者は1日目に襲撃されていたのだ。
- MVPは人狼のメイソン。46.1％の得票率だった。「2」第1戦以来24試合ぶりとなる、陣営全員が生存しての人狼勝利だった。
- シリーズで初めて、予言者COが1人にとどまり、また、能力者COの数が4を下回った。

#### 昼の部 第2戦
| メイソン                 | ダンカン | ハイラム | キャシー | Boss    | 平はちろー | 児玉健（C） | 藤田咲 | 中田功 | 古川洋平 | 安西崇 | 大野聡  | イシイジロウ |
| ------------------------ | -------- | -------- | -------- | ------- | ---------- | ----------- | ------ | ------ | -------- | ------ | ------- | ------------ |
| 人狼                     | 人間     | 人狼     | 人間     | 人狼    | 人間       | 人間        | 霊媒師 | 狩人   | 人間     | 予言者 | 人間    | 狂人         |
| 3日目吊                  | 生存     | 4日目吊  | 生存     | 2日目吊 | 生存       | 2日目噛     | 生存   | 生存   | 生存     | 生存   | 3日目噛 | 1日目吊      |
| ハッピーエンド／人間勝利 |          |          |          |         |            |             |        |        |          |        |         |              |

1日目、能力者を全て名乗り出させる策が採られ、Bossが霊媒師CO、藤田が霊媒師CO、安西が予言者CO、そしてハイラムが予言者CO。能力者の処刑は翌日に持ち越され、2日目、霊媒師の真贋を見極めるための議論に。この日信頼されたのは、初日にハイラムから人間と告げられていたBossではなく、予言結果を受けていない藤田のほうだった。その藤田は3日目、処刑されたBossが人狼であったと霊媒結果を宣言、藤田の視点ではハイラムが偽予言者に。ハイラムの陣営が危機的状況となる中、その勢いで村人たちは、安西が人狼と占ったメイソンを処刑。4日目にはついにハイラムが処刑され、村は全ての人狼を絶やしたのだった。騙りに出ていた2人の偽者はどちらも人狼で、初日に処刑されたイシイが、騙らずに死んだ狂人だった。
- MVPは人間の平はちろー。22.1％の得票率だった。

#### 夜の部 第1戦
主宰の児玉健とイシイジロウが出演。ゲームクリエイターからは、森本茂樹（ゲームフリーク）が「7」に引き続き出演、齊藤陽介（スクウェア・エニックス）が「6」以来の出演。将棋棋士・女流棋士からは村中秀史が「7」に引き続き出演し、山口恵梨子が初出演となった。プロ雀士からは、大浜岳（日本プロ麻雀協会）が「6」以来の出演。また、初美メアリが「6」以来の出演、「ファミ通.comからの刺客」として椿姫彩菜が「7」に引き続き出演。人狼TLPTからは、医師マドック（松崎史也）、奏者ノエル（永石匠）、菓子職人デイジー（寺島絵里香）がそれぞれ「7」に引き続き出演し、木こりイーゴリ（柳原聖）が初出演となった。
| マドック                 | イーゴリ | デイジー | ノエル  | 山口恵梨子 | 村中秀史 | 児玉健（C） | 大浜岳  | 椿姫彩菜 | 齊藤陽介 | 初美メアリ | 森本茂樹 | イシイジロウ |
| ------------------------ | -------- | -------- | ------- | ---------- | -------- | ----------- | ------- | -------- | -------- | ---------- | -------- | ------------ |
| 人狼                     | 霊媒師   | 人間     | 狂人    | 人狼       | 人間     | 予言者      | 人狼    | 人間     | 狩人     | 人間       | 人間     | 人間         |
| 5日目吊                  | 1日目吊  | 生存     | 3日目噛 | 4日目吊    | 生存     | 2日目吊     | 3日目吊 | 生存     | 4日目噛  | 生存       | 2日目噛  | 生存         |
| ハッピーエンド／人間勝利 |          |          |         |            |          |             |         |          |          |            |          |              |

1日目、予言者COをした大浜が児玉に対して人間の判定。また、山口は霊媒師CO。続けて、ノエル、児玉も予言者CO、最後にイーゴリが霊媒師COで、能力者を名乗る者が5人現れた。この日の処刑は、遅れて正体を明かしたイーゴリに。2日目、そのイーゴリは狂人であると山口は霊媒結果を宣言し、山口と大浜が本物同士である可能性が消滅。一方、児玉はマドックを、大浜はデイジーを最後の人狼であると、予言結果を宣言。この日、投票対象を大浜とデイジーの2択に絞る方針が決まりかけるが、結果的に処刑されたのは、山口が最終票を投じた児玉だった。明けて3日目、児玉に対する山口の霊媒結果は人狼。これで山口とノエルの繋がりが明らかになった。この日はデイジーの強い働きかけで、処刑は大浜に決定。すると4日目、襲撃されていたのはノエルだった。これにより大浜が破綻。村人たちは、ノエルが真予言者の線を検証するが、齊藤による狩人COを受けて、ノエルを狂人と推し量り、かつ、児玉と大浜とが人狼同士の場合もないと結論づける。その流れで、この日の処刑はノエルの仲間だった山口に。5日目、亡き児玉が本物の予言者であったと村は総意を形成し、マドックを処刑。推理の積み重ねで、村に平和がもたらされた。
- MVPは人間の初美メアリ。37.3％の得票率だった。

#### 夜の部 第2戦
| マドック                 | イーゴリ | デイジー | ノエル  | 山口恵梨子 | 村中秀史 | 児玉健（C） | 大浜岳  | 椿姫彩菜 | 齊藤陽介 | 初美メアリ | 森本茂樹 | イシイジロウ |
| ------------------------ | -------- | -------- | ------- | ---------- | -------- | ----------- | ------- | -------- | -------- | ---------- | -------- | ------------ |
| 人間                     | 人間     | 予言者   | 人間    | 人狼       | 狂人     | 人狼        | 人狼    | 狩人     | 人間     | 人間       | 霊媒師   | 人間         |
| 1日目噛                  | 生存     | 5日目噛  | 3日目噛 | 4日目吊    | 5日目吊  | 1日目吊     | 6日目吊 | 3日目吊  | 4日目噛  | 2日目噛    | 2日目吊  | 生存         |
| ハッピーエンド／人間勝利 |          |          |         |            |          |             |         |          |          |            |          |              |

1日目に村中が予言者CO、そして大浜、森本が霊媒師CO。最多得票で児玉が死ぬと、続く2日目、その霊媒結果について、大浜は人間、森本は人狼と宣言。一方、デイジーは新たに予言者CO、また、村中は椿姫に対して人狼の判定。投票対象が定まらない中、人狼と占われた椿姫が狩人COを決する。すると、対抗で山口も狩人CO。これにより、能力者を名乗る人物が6人生きているという事態に。この状況が、最後の人狼までもが騙って現れ出たとする森本の視点への疑念を生み、森本の処刑が決まる。3日目、大浜を真霊媒師と置いた村人たちは、投票対象を狩人の2択にすべきと考え、椿姫を処刑。明けた4日目、大浜は椿姫の霊媒結果を人狼と告げ、村中への信頼を口にする。一方、潜伏の人狼を占いで発見できないデイジーは、消去法からイーゴリが最後の人狼と判断。村中にも占われていないイーゴリの処刑が決まりかけるが、村人たちは、村中、大浜、山口がそれぞれ偽予言者、偽霊媒師、偽狩人という場合の危機に気づく。前日に続き狩人と名乗る者への投票を行い、山口を処刑。そして5日目、イーゴリを人間と占ったデイジーの目からは、騙っていない人狼がすでに存在しないと判明し、ゆえに森本こそが本物の霊媒師であったことを知る。それぞれの関係がはっきりしていく中、投票は予言者の2択となり、イシイの一票で村中の処刑が決まる。戦いは終わることなく、デイジーが襲われ6日目に突入するものの、イシイはイーゴリとともに大浜に投票。混乱の中で真実に辿り着いた人間陣営が、勝利を手にしたのだった。
- MVPは人間のイシイジロウ。31.4％の得票率だった。
- シリーズで初めて、予言者CO、霊媒師CO、狩人COがそれぞれ2人ずつ現れた。

### アルティメット人狼9
2018年3月25日に新宿FACEで開催された。司会進行は橋本顕（人狼TLPTでは「水汲みウォルター」）、天の声は七城ナナ、告知宣伝タイムMCは金久保マユがそれぞれ担当。ほか、音響は相川幸恵、音楽は坂本英城、制作はオラクルナイツ、舞台監督は吉川尚志、ゲームマスターは渡部慎也と阿部洸希（人狼ルーム）。
- 「3」から「8」まで冠スポンサーに付いたファミ通.comがタイトルから外れた。
- ゲームにおける役職「狂人」の表記が「狂陣」に変更された。（なお、この表記変更は人狼TLPTの公演では先行で実施されている。）

#### 昼の部 第1戦
主宰の児玉健、ゲームプロデューサーの齊藤陽介（スクウェア・エニックス）、クイズ王の古川洋平、人狼TLPTの自由人メイソン（石井由多加）、団長ダンカン（池永英介）、奏者ノエル（永石匠）、菓子職人デイジー（寺島絵里香）が「8」に引き続き出演。人狼ルームの阿部洸希、人狼エンターテイナーのスナパイ、ゲーム実況者のテラゾー、プロ雀士の新井啓文と松田麻矢（いずれも最高位戦日本プロ麻雀協会）、ベイビーウルフのあゆみがそれぞれ初出演となった。
| ノエル                   | メイソン | デイジー | ダンカン | テラゾー | スナパイ | 児玉健（C） | 齊藤陽介 | あゆみ | 新井啓文 | 松田麻矢 | 古川洋平 | 阿部洸希 |
| ------------------------ | -------- | -------- | -------- | -------- | -------- | ----------- | -------- | ------ | -------- | -------- | -------- | -------- |
| 人間                     | 人間     | 人狼     | 人狼     | 狩人     | 人間     | 人間        | 狂陣     | 人間   | 人間     | 予言者   | 人狼     | 霊媒師   |
| 生存                     | 生存     | 2日目吊  | 4日目吊  | 3日目噛  | 1日目噛  | 生存        | 1日目吊  | 生存   | 生存     | 2日目噛  | 3日目吊  | 生存     |
| ハッピーエンド／人間勝利 |          |          |          |          |          |             |          |        |          |          |          |          |

初日の投票時間に入ると、2票を得た齊藤が予言者であることを明かす。しかし、松田が対抗の予言者として名乗りを上げつつ齊藤に投票すると、さらに最終票を持ったデイジーも自らを予言者と宣言。デイジーが齊藤に4票目を投じたことで、齊藤の処刑が決まる。2日目、その齊藤の霊媒結果は人間。齊藤は最初から知っている人間をデイジーと告げていたことから、「人狼であるデイジーが、3票を得ていた仲間の人狼である古川を救うために、狂陣である齊藤を殺さざるを得なかった」との見方が、メイソンらの推理で勢いづく。この日にデイジーを処刑すると、3日目は古川を処刑。そして4日目、初日に2票を得ていたダンカンを処刑。村人を処刑することなく人間陣営が勝利した。
- MVPは人間のメイソン。37.0％の得票率だった。
- デイジーはアルティメット人狼全9回に出演し、通算18戦目にして、初めての人狼となった。

#### 昼の部 第2戦
| ノエル                   | メイソン | デイジー | ダンカン | テラゾー | スナパイ | 児玉健（C） | 齊藤陽介 | あゆみ  | 新井啓文 | 松田麻矢 | 古川洋平 | 阿部洸希 |
| ------------------------ | -------- | -------- | -------- | -------- | -------- | ----------- | -------- | ------- | -------- | -------- | -------- | -------- |
| 人間                     | 人狼     | 人間     | 人狼     | 霊媒師   | 人間     | 狂陣        | 予言者   | 人狼    | 人間     | 狩人     | 人間     | 人間     |
| 1日目噛                  | ５日目吊 | 4日目吊  | 1日目吊  | 生存     | 生存     | 3日目吊     | 3日目噛  | 2日目吊 | 生存     | 生存     | 4日目噛  | 生存     |
| ハッピーエンド／人間勝利 |          |          |          |          |          |             |          |         |          |          |          |          |

初日、仮面を取り素顔を晒したテラゾーが霊媒師を宣言。また、ダンカン、児玉、齊藤が予言者として名乗りを上げ、この日はダンカンの処刑が決まる。2日目、テラゾーによるダンカンの霊媒結果は人狼。また、齊藤に人狼と占われたあゆみは霊媒師であると対抗するものの、村人たちは疑いを強め、あゆみの処刑を決定。そして5日目、テラゾーの仮面を着用したメイソンに、テラゾー自身が「表情が読めない」と決定票を投じると、最後の人狼は正体を明かし死んでいった。
- MVPは霊媒師のテラゾー。38.9%の得票率だった。
- アルティメット人狼通算33戦目にして、初めて霊媒師がMVPに選出された。

#### 夜の部 第1戦
主宰の児玉健とイシイジロウが出演。ゲームクリエイターの大野聡（B.B.スタジオ）、森本茂樹（ゲームフリーク）、安西崇（スクウェア・エニックス）、将棋棋士の村中秀史、女流棋士の山口恵梨子、モデルの初美メアリ、プロ雀士の大浜岳（日本プロ麻雀協会）が「8」に引き続き出演。人狼TLPTおよび舞台「龍よ、狼と踊れ〜Dragon,Dance with Wolves〜」から、山南敬介（医師マドック）役の松崎史也、永倉新八（配達人ハイラム）役の澤田拓郎がそれぞれ「8」に引き続き出演、近藤勇（局長サミー）役の加藤靖久が「5」以来の出演、藤堂平助役の川隅美慎が初出演となった。
| 山南敬介                 | 藤堂平助 | 永倉新八 | 近藤勇  | 山口恵梨子 | 村中秀史 | 児玉健（C） | 大浜岳  | 初美メアリ | 大野聡  | 安西崇  | 森本茂樹 | イシイジロウ |
| ------------------------ | -------- | -------- | ------- | ---------- | -------- | ----------- | ------- | ---------- | ------- | ------- | -------- | ------------ |
| 霊媒師                   | 人狼     | 予言者   | 人間    | 人間       | 狩人     | 人間        | 人狼    | 人間       | 狂陣    | 人狼    | 人間     | 人間         |
| 3日目噛                  | 3日目吊  | 2日目吊  | 5日目吊 | 2日目噛    | 4日目噛  | 1日目噛     | 4日目吊 | 生存       | 1日目吊 | 6日目吊 | 生存     | 5日目噛      |
| ハッピーエンド／人間勝利 |          |          |         |            |          |             |         |            |         |         |          |              |

1日目、大野を人間と知っていると藤堂が予言者CO。するとその大野が予言者COし、永倉を人間だと宣言。更にその永倉が予言者COした。この日最も怪しまれ処刑されたのは大野。続く2日目、藤堂が山口を人間だと宣言する一方、永倉が大浜に人狼判定を出した。また山南が霊媒師COし、大野の霊媒結果を人間と宣言。この日の投票は永倉と大浜の二択となったが、永倉は山南ら新選組仲間を含め多くの疑いを向けられ処刑された。すると3日目、山南による永倉の霊媒結果は人間。これによりそれまで信頼していた藤堂を人狼だと確信。最初に襲撃された児玉が真の霊媒師なのではないかという声もあったが、村は山南の意見に同調し藤堂が処刑、予言者ローラーが完遂された。そして4日目、山南が襲撃されたことで、藤堂が人狼かつ山南が真の霊媒師で、残りの人狼は2人という状況に。永倉が真予言者であるとの意見が多数派であったことで、この日は大浜が処刑された。5日目には大浜を人間だと信じ大野を真予言者であると考えていた近藤が処刑され、初美・安西・森本の3人で6日目を迎えた。初美は森本を人間だと思っていたものの安西が自らをかばったことから判断に迷い、一方森本も6対4で初美の方をやや強く疑っていたがどちらが人狼か決めかねていた。しかし最終的には安西と森本が互いに票を入れ合い、その後初美が迷った末に森本を信じ安西に投票。これが人間勝利の決め手となった。
- MVPは人間の森本茂樹。61.5％の得票率だった。
- イシイはこれがアルティメット人狼通算20勝目となった。ちなみにこれは歴代1位の勝ち数であり、さらにイシイは最多連勝記録（7連勝）ももっている。

#### 夜の部 第2戦
| マドック               | 藤堂平助 | 永倉新八 | 近藤勇  | 山口恵梨子 | 村中秀史 | 児玉健（C） | 大浜岳  | 初美メアリ | 大野聡 | 安西崇  | 森本茂樹 | イシイジロウ |
| ---------------------- | -------- | -------- | ------- | ---------- | -------- | ----------- | ------- | ---------- | ------ | ------- | -------- | ------------ |
| 狩人                   | 人狼     | 予言者   | 霊媒師  | 人間       | 人間     | 人間        | 人狼    | 狂陣       | 人間   | 人間    | 人間     | 人狼         |
| 4日目噛                | 生存     | 1日目噛  | 1日目吊 | 5日目吊    | 3日目噛  | 5日目噛     | 2日目吊 | 3日目吊    | 生存   | 2日目噛 | 4日目吊  | 生存         |
| バッドエンド／人狼勝利 |          |          |         |            |          |             |         |            |        |         |          |              |

1日目に大浜と永倉が予言者CO、近藤と初美が霊媒師CO。この日は近藤が処刑された。すると2日目、予言者COの片割れである永倉が襲撃され、もう一人の予言者大浜はイシイを人狼判定。大浜は村の信頼を全く得られないまま処刑された。続く3日目、近藤を人狼・大浜を人間と霊媒結果を告げていた初美に村の疑念が向けられ処刑。4日目、永倉と近藤がそれぞれ真役職で、大浜が人狼かつ初美が狂陣であり、残りの人狼は2人であると、おおよその総意が村で形成された。霊媒師と予言者を失った村は投票行動から残る人狼を推理し、主に疑いを向けられた山口・大野・森本が決選投票に上がり、結果森本が処刑。そして5日目、大浜が人狼仲間のイシイに黒出しした可能性を大野が考慮し始め、児玉も自らが襲撃されていないことからそれまで信頼していたイシイ、そしてイシイを信頼する藤堂を疑い始めたが、この日の投票は藤堂が2票得たのに対し、山口が人狼票2票を含む3票を得たことで処刑が決まった。決着がつき、舞台の上には人狼の藤堂とイシイに囲まれながら悔しさを噛みしめる大野の姿があった。予言者として全く信頼を得られないまま処刑されていった大浜が人狼仲間のイシイに黒出しした行動が、人狼陣営勝利の契機となった。
- MVPは人狼の大浜岳。47.2％の得票率だった。処刑者がMVPとなったのは初めて。
- 1戦目は山南敬介役での出場だった松崎史也は、2戦目では医師マドックとしての出場となった。またその際、後ろののぼり旗の名前も、山南敬介から医師マドックへと変更された。

### アルティメット人狼 in 超会議2018
2018年4月29日、幕張メッセにて、ニコニコ超会議2018の2日目に開催。主宰のイシイジロウと人狼伝道師の眞形隆之が出演。ゲームクリエイターからは安西崇（スクウェア・エニックス）と森本茂樹（ゲームフリーク）が、ゲーム実況者からはコジマ店員、テラゾー、マックスむらいが、将棋棋士からは中田功と村中秀史が、人狼TLPTからは医師マドック（松崎史也）、配達人ハイラム（澤田拓郎）、踊り娘ドリス（森本未来）、修道女エスター（横山可奈子）が出演した。
| マドック               | エスター | ドリス | ハイラム | 村中秀史 | 中田功 | 眞形隆之（C） | マックスむらい | テラゾー | コジマ店員 | 安西崇  | 森本茂樹 | イシイジロウ |
| ---------------------- | -------- | ------ | -------- | -------- | ------ | ------------- | -------------- | -------- | ---------- | ------- | -------- | ------------ |
| 人狼                   | 人間     | 人間   | 人間     | 人狼     | 人間   | 人狼          | 狂陣           | 人間     | 霊媒師     | 予言者  | 人間     | 狩人         |
| 生存                   | 5日目噛  | 生存   | 1日目噛  | 生存     | 生存   | 3日目吊       | 1日目吊        | 4日目噛  | 3日目噛    | 2日目吊 | 5日目吊  | 4日目吊      |
| バッドエンド／人狼勝利 |          |        |          |          |        |               |                |          |            |         |          |              |

1日目に眞形と安西が予言者CO。この日はマックスむらいとコジマ店員が決選投票の候補に挙がるが、弁明の場でマックスむらいが予言者CO、更にコジマ店員は役職を持っていると明かした。決選投票の結果、マックスむらいの処刑が決定。続く2日目、眞形はテラゾー、安西は村中を人狼判定、一方コジマ店員は自身の役職を霊媒師だと明かし、マックスむらいの霊媒結果を人間と宣言、対抗の霊媒師COが出なかったことからコジマ店員は信頼を得る。弁明での振る舞いから真予言者はマックスむらいだったのではという考えに傾いたことでこの日の投票は人狼判定された2人ではなく予言者COの2人に集中、結果安西が処刑された。襲撃を防いで迎えた3日目、コジマ店員が安西を人間と宣言する一方、眞形がエスターに人狼判定を出したことで眞形が破綻、票が集中し処刑が決まる。4日目、周囲や本人の予想通りコジマ店員が襲撃死し、予言者・霊媒師が生存しておらず手がかりが少ない中残りの人狼2人を探す作業が困難を極める。この日の議論では熱弁を振るう村中が目立ち、これがきっかけでイシイの処刑へと繋がる。イシイは村中との決選投票を望んでいたがその願いは叶わず、遺言で自身が狩人であることを明かし死んでいった。そして5日目、前日のイシイの振る舞いなどから村はイシイが本物の狩人であると考え、役職持ちがいない状況で6人中最大2人が人狼であるという危険な状況に。この日は中田と森本が決選投票に挙がり、結果森本が処刑された。すると翌日人狼勝利のBGMが流れ、狂陣のマックスむらいが真予言者と見なされたことで人狼の村中が処刑を免れたという真実をマドックが告げた。4日目に熱弁を振るい村の信頼を得た村中、終始投票対象に挙がることなく生存したマドックも含め、人狼陣営がそれぞれ好プレーを見せたことで勝利を手にした。
- MVPは人狼のマドック。44.1%の得票率だった。

### アルティメット人狼ステージ@超会議2019
2019年4月27日、幕張メッセにて、ニコニコ超会議2019の初日に2回戦制として開催。人狼伝道師の眞形隆之がMCとして、人狼TLPTの寺島絵里香（菓子職人デイジー役）も特別MCとして出演。主宰の児玉健とイシイジロウが出演。ゲームクリエイターからは森本茂樹（ゲームフリーク）と大野聡（B.B.スタジオ）が、ゲーム実況者からはテラゾーが、格闘ゲーマーからはオオヌキが、将棋棋士からは中田功と村中秀史が、タレントからは金久保マユが、人狼TLPTからは医師マドック（松崎史也）、奏者ノエル（永石匠）、踊り娘ドリス（森本未来）、暇人キンバリー（はぎのりな）が出演した。
- MVPを決める視聴者アンケートはステージ時間の都合上、実施されなかった。
- 第2戦の終了後、イシイジロウがアルティメット人狼10をもって人狼ゲームプレイヤーから引退することを表明した。

#### 第1戦
| マドック                 | キンバリー | ノエル  | ドリス  | 中田功  | 村中秀史 | 児玉健（C） | オオヌキ | テラゾー | 金久保マユ | 大野聡  | 森本茂樹 | イシイジロウ |
| ------------------------ | ---------- | ------- | ------- | ------- | -------- | ----------- | -------- | -------- | ---------- | ------- | -------- | ------------ |
| 人間                     | 人狼       | 予言者  | 人間    | 人間    | 人狼     | 人間        | 人狼     | 人間     | 狂陣       | 人間    | 狩人     | 霊媒師       |
| 生存                     | 6日目吊    | 5日目噛 | 3日目噛 | 1日目吊 | 4日目吊  | 5日目吊     | 3日目吊  | 生存     | 1日目噛    | 2日目噛 | 生存     | 2日目吊      |
| ハッピーエンド／人間勝利 |            |         |         |         |          |             |          |          |            |         |          |              |

初日、最終票を持つことを望んだイシイが怪しまれ、そのイシイとオオヌキが霊媒師CO。続く2日目、ただ一人予言者として名乗り出たノエルが村中を人狼判定。ノエルを信じられないという声もあったためこの日は霊媒師COのうち怪しい方であるイシイを、翌日にオオヌキを処刑し霊媒ローラーが完遂された。4日目、未だノエルを疑う意見もある中、この日はノエルと村中の二択となり、結果村中が処刑。すると5日目、狩人がノエルに対する護衛を成功させ、ノエルに占われていなかった森本が狩人CO。ノエルの信用度がにわかに上がったとともに、生存者6人のうちグレーが児玉とキンバリーのみとなった。この日は人間の児玉を処刑してしまうものの、翌日に最後の人狼であるキンバリーを処刑できた。狂陣の金久保がCOすることなく初日に襲撃死していたため能力者の真贋の判断が混乱したものの、5日目の真予言者ノエルに対する護衛成功を機に村に平和がもたらされる形となった。

#### 第2戦
| マドック               | キンバリー | ノエル  | ドリス  | 中田功 | 村中秀史 | 児玉健（C） | オオヌキ | テラゾー | 金久保マユ | 大野聡  | 森本茂樹 | イシイジロウ |
| ---------------------- | ---------- | ------- | ------- | ------ | -------- | ----------- | -------- | -------- | ---------- | ------- | -------- | ------------ |
| 人狼                   | 人間       | 人間    | 狩人    | 狂陣   | 予言者   | 人間        | 人狼     | 人間     | 人狼       | 霊媒師  | 人間     | 人間         |
| 2日目吊                | 1日目噛    | 3日目吊 | 6日目吊 | 生存   | 5日目吊  | 生存        | 生存     | 4日目噛  | 生存       | 1日目吊 | 4日目吊  | 2日目噛      |
| バッドエンド／人狼勝利 |            |         |         |        |          |             |          |          |            |         |          |              |

初日、金久保と村中が予言者CO、マドックと大野が霊媒師CO。初日と2日目に霊媒師ローラーが実行される一方、予言者に関しては金久保を真と見る意見の方が大きかった。3日目はグレーに票が入る流れとなり、ノエル・オオヌキ・森本の決選投票となった結果ノエルが処刑される。4日目、両方の予言者から人間判定されていたテラゾーが狩人に護衛され、金久保は森本を、村中はオオヌキを人狼判定。依然として金久保の方が信頼度が高く、この日の処刑は森本に。続く5日目、予言結果から中田と児玉の人間が確定するが、ここで中田が狂人COをしたのち撤回し狩人CO、更に児玉とドリスが狩人CO。この混乱の中で村中とオオヌキが決選投票の候補に挙がり、最終的に処刑は村中に。狩人が二度目の護衛を成功させた6日目、中田と児玉が狩人COを撤回するが、新たにオオヌキが狩人COをしドリスと共に中田を守ったと主張、この日の投票は狩人の二択となる。ドリスとオオヌキの両者が2票ずつ得て、最後の票を握ったのは中田。中田はオオヌキがずっと疑われている位置であり予言者COの村中から人狼判定まで出されているのに狩人COが遅いと怪しみつつ、そのオオヌキではなくドリスに決定票を投じた。中田の正体は潜伏狂陣で、人狼2人が騙りに出たことを知り息を潜め、狩人の真贋を見定めて真狩人のドリスにとどめを刺したことが人狼勝利の最後の一手となった。

### アルティメット人狼10
2019年5月25日と5月26日にヒューリックホール東京で開催される事が2018年9月22日、アルティメット人狼公式ツイッターで発表された。また、2019年3月13日のアルティメット人狼チャンネルのこだまのへやで全3部の出演者が発表された。

#### 5月25日 第1部
主宰の児玉健とイシイジロウが出演。人狼TLPTの医師マドック（松崎史也）と格闘ゲーマーのオオヌキが「超会議2019」に引き続き出演。人狼TLPTの自由人メイソン（石井由多加）と女流棋士の山口恵梨子が「9」以来、声優の藤田咲が「8」以来、人狼TLPTの神父クリス（林修司）が「6」以来の出演。声優の神尾晋一郎、バクステ外神田一丁目の七海とろろ、ベイビーウルフの河村舞と橋本彩花、全国アルティメット人狼選手権代表のGDがそれぞれ初出演となった。

##### 第1戦
| マドック                 | クリス  | メイソン | 七海とろろ | 神尾晋一郎 | 山口恵梨子 | 児玉健（C） | 河村舞 | 橋本彩花 | オオヌキ | 藤田咲  | GD      | イシイジロウ |
| ------------------------ | ------- | -------- | ---------- | ---------- | ---------- | ----------- | ------ | -------- | -------- | ------- | ------- | ------------ |
| 人狼                     | 予言者  | 狩人     | 人間       | 霊媒師     | 人狼       | 人間        | 人間   | 人狼     | 人間     | 人間    | 狂人    | 人間         |
| 2日目吊                  | 5日目吊 | 1日目噛  | 生存       | 3日目吊    | 6日目吊    | 4日目噛     | 生存   | 4日目吊  | 1日目吊  | 5日目噛 | 3日目噛 | 2日目噛      |
| ハッピーエンド／人間勝利 |         |          |            |            |            |             |        |          |          |         |         |              |

初日、GDと怪しまれたクリスが予言者CO。この日は決選投票に七海・神尾・オオヌキの3人が挙がり、処刑はオオヌキに。2日目には神尾とマドックが霊媒師COし、2日目と3日目は霊媒師ローラーとなる。すると4日目、襲撃死したのは前日に橋本に人狼判定を出していた予言者COの片割れであるGDであった。一方で当初から怪しまれていたもう一人の予言者クリスは、予言結果により確定人間を2人(児玉と藤田)も作ったことや、予言対抗のGDが人狼判定した橋本に票を投じて処刑に追いやったことから、「クリスが真の予言者で、GDは誤って人狼の橋本に人狼判定を出してしまった狂人である」という可能性が挙がった。5日目、クリスは山口を人狼判定。この日は疑念が晴れきらなかったクリスが処刑され、七海・山口・河村という女性3人での最終日を迎えた。どちらの予言者にも占われていない七海にも人狼の可能性があった一方、クリスと山口が人狼同士である可能性にも触れられるなど推理が混乱したが、最終的には七海が熱弁を振るい自らの潔白を主張したことで、最後の人狼である山口の処刑を成し遂げた。
- MVPは人間の七海とろろ。46.3%の得票率だった。

##### 第2戦
| マドック                 | クリス  | メイソン | 七海とろろ | 神尾晋一郎 | 山口恵梨子 | 児玉健（C） | 河村舞  | 橋本彩花 | オオヌキ | 藤田咲  | GD      | イシイジロウ |
| ------------------------ | ------- | -------- | ---------- | ---------- | ---------- | ----------- | ------- | -------- | -------- | ------- | ------- | ------------ |
| 狩人                     | 霊媒師  | 人間     | 予言者     | 人間       | 狂人       | 人間        | 人間    | 人狼     | 人狼     | 人間    | 人間    | 人狼         |
| 4日目噛                  | 3日目噛 | 生存     | 2日目噛    | 生存       | 1日目吊    | 1日目噛     | 3日目吊 | 2日目吊  | 6日目吊  | 4日目吊 | 5日目噛 | 5日目吊      |
| ハッピーエンド／人間勝利 |         |          |            |            |            |             |         |          |          |         |         |              |

初日に山口、七海、橋本が予言者CO。最も信用されたのは七海で、初日処刑は山口となる。2日目、クリスが霊媒師COし山口を人間と宣言。それぞれが予言者に関する推理を述べ、投票対象が予言の二択になった結果僅差で橋本が処刑された。すると3日目に七海が襲撃死し、クリスは橋本の霊結果を人狼と告げた。このことから2日目に橋本に投票しなかった人物が主に疑われ、マドック・河村・藤田・イシイの4人が決選投票に挙がり、結果処刑は河村となる。4日目、7人生存の状況でマドックが狩人CO。神尾とGDが真予言者の可能性が高い七海に人間判定を出されており、早くから橋本を疑っていたメイソンが人間と見なされたことから、オオヌキ・藤田・イシイを処刑すれば人間勝利できる可能性が高まった。4日目の処刑は藤田、5日目の処刑はオオヌキとイシイが決選投票に挙がった末にイシイとなる。そして6日目、オオヌキは山口が真予言者であり神尾が人狼であるという可能性を追うものの、最後の票を握ったメイソンは初日に作戦を提案した最後の人狼オオヌキに決定票。2日目に予言騙りの人狼である橋本に人狼仲間のオオヌキ・イシイがいずれも投票していたことで勝負が最終日まで縺れ込んだが、メイソンや神尾らが正しい推理をしたことで土壇場で人間勝利となった。
- MVPは人間のメイソン。37.6%の得票率であった。次点は人間の神尾で、得票率は36.8%。

#### 5月26日 第2部
主宰で人狼伝道師の眞形隆之が出演。タレントの金久保マユと人狼TLPTの踊り娘ドリス（森本未来）が「超会議2019」に引き続き出演。同じく配達人ハイラム（澤田拓郎）、ゲームプロデューサーの齊藤陽介（スクウェア・エニックス）、プロ雀士の大浜岳（日本プロ麻雀協会）が「9」以来、同じく武中真（同）が「8」以来、人狼TLPTの局長サミー（加藤靖久）とゴールデンボンバーの歌広場淳が「5」以来の出演。声優の安元洋貴、プロ雀士の瑞原明奈（最高位戦日本プロ麻雀協会）、全国アルティメット人狼選手権代表のいとがそれぞれ初出演となった。

##### 第1戦
| ハイラム                 | ドリス  | サミー  | 歌広場淳 | 金久保マユ | 眞形隆之 | 阿部洸希（C） | 齊藤陽介 | 安元洋貴 | いと    | 瑞原明奈 | 武中真  | 大浜岳  |
| ------------------------ | ------- | ------- | -------- | ---------- | -------- | ------------- | -------- | -------- | ------- | -------- | ------- | ------- |
| 人間                     | 人間    | 人狼    | 狩人     | 予言者     | 狂人     | 人狼          | 人間     | 人間     | 霊媒師  | 人間     | 人間    | 人狼    |
| 生存                     | 2日目噛 | 4日目吊 | 生存     | 生存       | 3日目吊  | 5日目吊       | 4日目噛  | 生存     | 2日目吊 | 1日目吊  | 5日目噛 | 6日目吊 |
| ハッピーエンド／人間勝利 |         |         |          |            |          |               |          |          |         |          |         |         |

初日、金久保と阿部が予言者COし、眞形が投票中に霊媒師COした。この日はハイラムと瑞原が決選投票の候補に挙がり、瑞原の処刑が決まる。襲撃を防いだ2日目、新たにいとが霊媒師CO。この日および翌日は霊媒師ローラーが実行された。すると4日目、狩人が2度目の護衛を成功させる。この日は2人の予言者がいずれも歌広場を占い、その結果を金久保は人間、阿部は人狼と宣言。すると歌広場は狩人COし、サミーがこれに対抗する形で狩人COしたことで、「金久保・歌広場」対「阿部・サミー」の構図となった。この日の投票対象は狩人の二択となるが、護衛対象であった齊藤がサミー視点で自らを護衛するのはおかしいと指摘したこともあり、サミーの処刑が決まる。5日目、阿部は歌広場の処刑を主張するものの、阿部を序盤から一貫して疑い続けてきた安元によりとどめを刺された。5人で迎えた6日目、金久保は最後の人狼である大浜を見つけることに成功。金久保が偽予言者ならば5人のうち金久保と歌広場が人狼であるという状況であったが、2人を信頼した村は大浜を処刑。護衛を2度成功させた狩人の歌広場と、終始予言騙りの人狼である阿部を疑い処刑に追いやった安元が村に平和をもたらした。
- MVPは狩人の歌広場。53.8%の得票率だった。歌広場は「5」の第1部2戦目と同じく、偽予言者に人狼判定されながらも、能力者以外の人間(ドリス、齊藤)で護衛を2度成功させてのMVP獲得となった。なお、MVP投票の次点は人間の安元(得票率39.1%)であった。

##### 第2戦
| ハイラム               | ドリス | サミー  | 歌広場淳 | 金久保マユ | 眞形隆之 | 阿部洸希（C） | 齊藤陽介 | 安元洋貴 | いと | 瑞原明奈 | 武中真  | 大浜岳 |
| ---------------------- | ------ | ------- | -------- | ---------- | -------- | ------------- | -------- | -------- | ---- | -------- | ------- | ------ |
| 霊媒師                 | 人間   | 人間    | 予言者   | 狂人       | 人狼     | 人間          | 人間     | 人間     | 人狼 | 人間     | 人狼    | 狩人   |
| 1日目噛                | 生存   | 4日目噛 | 3日目吊  | 2日目吊    | 生存     | 3日目噛       | 5日目吊  | 4日目吊  | 生存 | 2日目噛  | 1日目吊 | 生存   |
| バッドエンド／人狼勝利 |        |         |          |            |          |               |          |          |      |          |         |        |

初日、能力者を出す流れになり、眞形と金久保が予言者CO、ハイラムと武中が霊媒師CO。すると、この能力者に関する作戦の実行中に歌広場が新たに予言者COし、その際の振る舞いから歌広場は信頼を得た。初日は霊媒師の片割れである武中が処刑されたが、直後もう1人の霊媒師であるハイラムが襲撃死。2日目は予言者の中で最も信頼を得られなかった金久保が処刑されたが、3日目は眞形が予言者としての信用を徐々に勝ち取っていったことにより歌広場が処刑される。続く4日目は眞形に手をかける前に一度だけ怪しい非能力者を処刑できるという総意となり、結果金久保と歌広場が人間判定をしていた安元が処刑される。5人で迎えた5日目、眞形は齊藤を人狼判定。ここで大浜は狩人COにより潔白を証明し、ドリスがいとへの信頼を口にしたことで、投票対象は眞形と齊藤の二択となる。ドリスに最終票を託されたいとは齊藤にとどめを刺し、直後に告げられたのは人狼勝利のアナウンス。その瞬間、眞形といとは抱き合って勝利を喜んだ。ドリスが信じたいとの正体は、金久保と眞形に人間判定を出され、終始村の疑い位置から巧みに外れ続けていた潜伏人狼だったのである。
- MVPは人狼のいと。47.6%の得票率だった。

#### 5月26日 第3部
主宰の児玉健とイシイジロウが出演。人狼TLPTの医師マドック（松崎史也）が第1部、同じく奏者ノエル（永石匠）と菓子職人デイジー（寺島絵里香）、ゲームクリエイターの森本茂樹（ゲームフリーク）、将棋棋士の中田功と村中秀史が「超会議2019」に引き続き出演。ゲームクリエイターの安西崇（スクウェア・エニックス）、クイズ王の古川洋平、人狼TLPTの団長ダンカン（池永英介）、モデルの初美メアリが「9」以来の出演となった。

##### 第1戦
| マドック               | ノエル  | デイジー | ダンカン | 古川洋平 | 初美メアリ | 児玉健（C） | 中田功  | 村中秀史 | 安西崇  | 森本茂樹 | 大野聡 | イシイジロウ |
| ---------------------- | ------- | -------- | -------- | -------- | ---------- | ----------- | ------- | -------- | ------- | -------- | ------ | ------------ |
| 人狼                   | 人狼    | 予言者   | 霊媒師   | 人間     | 狩人       | 狂人        | 人間    | 人間     | 人間    | 人間     | 人間   | 人狼         |
| 生存                   | 2日目吊 | 5日目吊  | 3日目吊  | 3日目噛  | 2日目噛    | 生存        | 4日目噛 | 1日目噛  | 4日目吊 | 1日目吊  | 生存   | 生存         |
| バッドエンド／人狼勝利 |         |          |          |          |            |             |         |          |         |          |        |              |

2日目に予言者COをしたデイジーは、ノエルが対抗として予言者COをすると予想した。ノエルは自身が予言者ではなく霊媒師だと明かしたが、デイジーはノエルの予言結果を人狼と見ており、そのためノエルの予言者COを予想したのであった。この後マドックが予言者CO、ダンカンが霊媒師COし、人狼TLPT勢4人が役職者として名乗り出る展開となる。デイジーがノエルに人狼判定を出していたことから、「デイジー・ダンカン」対「マドック・ノエル」のラインが濃厚になるが、デイジーの動きから児玉以外のほぼ全員が彼女を信用する状況となり、ノエルの処刑が決まる。3日目、両予言者がイシイを占い、デイジーは人狼、マドックは人間と宣言。この日の投票対象はダンカンとイシイの二択となるが、安全策を採りダンカンが処刑された。続く4日目、マドックが安西を人狼判定する一方、デイジーは対抗のマドックを人狼判定し、デイジー視点では3人の人狼が全て明らかとなる。すると児玉が霊媒師COし、ノエルが人間かつダンカンが人狼であったと告げ、児玉視点ではデイジーが偽予言者となる。デイジー視点では児玉が狂人であることが明らかになるが、児玉は早めに霊媒師COすると処刑される恐れがあったためCOしないままダンカンを処刑するよう誘導したと反論。投票対象は安西とイシイの二択になり、2人が3票ずつ得るが、最終票を持った大野は児玉の動きが狂人に見えないという理由で安西に決定票を投じ、客席からは驚きの声が上がった。そして5人で迎えた5日目、人狼マドック・イシイと狂人児玉によるパワープレイが発動。マドックは2日目にデイジーとダンカンが圧倒的に信用されていた状況を「足がすくんでいた」と回想し、人狼のみを占い全ての人狼を見つけながら処刑者となった真予言者デイジーを「あなたはほとんど勝っていた」と称賛、処刑死したノエルに向けて「なぜか勝った」と叫び、奇妙な勝利を喜んだ。騙りの人狼が圧倒的に信用されていないという不利な状況から、狂人児玉の霊媒師COが大野のミスを誘い、逆転で人狼陣営が勝利を掴む形となった。
- MVPは狂人の児玉。51.6%の得票率であった。

##### 第2戦
| マドック               | ノエル  | デイジー | ダンカン | 古川洋平 | 初美メアリ | 児玉健（C） | 中田功  | 村中秀史 | 安西崇  | 森本茂樹 | 大野聡  | イシイジロウ |
| ---------------------- | ------- | -------- | -------- | -------- | ---------- | ----------- | ------- | -------- | ------- | -------- | ------- | ------------ |
| 人狼                   | 人間    | 予言者   | 人間     | 狂人     | 人間       | 人狼        | 狩人    | 人間     | 霊媒師  | 人狼     | 人間    | 人間         |
| 生存                   | 3日目吊 | 3日目噛  | 1日目噛  | 生存     | 生存       | 生存        | 1日目吊 | 2日目吊  | 2日目噛 | 生存     | 4日目吊 | 生存         |
| バッドエンド／人狼勝利 |         |          |          |          |            |             |         |          |         |          |         |              |

初日、中田と森本が決選投票に挙がったが、森本が予言者COをしたことで処刑者は中田となる。2日目、霊媒師と名乗り出る者が現れない中、森本が最初から人間と知っていたデイジーが予言者CO。グレーを投票対象とする流れとなり、それぞれが推理を述べ、ノエル・古川・村中の3人が決選投票に挙がる。最初の投票で古川が決選投票の候補から外れ、二度目の投票で村中の処刑が決まる。3日目、デイジーは前日ノエルへの投票を誘導しておきながら決選投票では村中に投票した古川を占い人間判定した一方、森本は決選投票に挙がりながら処刑を免れたノエルに人狼判定。ノエルは森本が真予言者であるときの人狼位置を視点整理し、投票履歴などから自らの人狼仲間が不可解な位置になることを主張して潔白を証明しようとする。加えて予言者の信頼度はデイジーの方がやや高いという状況であったが、森本が狂人で人狼のノエルに人狼判定を出した、中田または村中が人狼であったなどの様々な可能性が探られていく。この日の投票ではノエルと森本が4票ずつ得た後、最終票を持った古川がノエルに決定票を投じた。4日目、予言者の片割れであるデイジーが襲撃死し、村の疑念は森本に集まる。また発言や投票行動から古川が怪しまれたが、古川は霊媒師COし、これまでの処刑者の中でノエルのみが人狼であると宣言した。これを機に村の議論は混乱し、そこでマドックが自身および児玉・森本が人狼、古川が狂人であると告げた。直ちにパワープレイ発動という状況にこそならなかったが、投票で古川が大野に最初の票を投じたことを機に大野に票が集中し処刑が決まった。アルティメット人狼10最後のゲーム、そしてイシイジロウにとっての最後のゲームは、人狼陣営が全員生存してのパワープレイという形で締めくくられた。
- MVPは狂人の古川で、59.7%の得票率であった。第1戦の児玉に続き、4日目に初めて霊媒師と名乗り出た狂人がMVPを獲得した。